# 信長の忍び
『信長の忍び』（のぶながのしのび）は、重野なおきによる日本の4コマ漫画作品。『ヤングアニマル』（白泉社）において、2008年12号から2025年15号まで連載された。

## 概要
日本の戦国時代を舞台に、少女忍者千鳥とその主織田信長が愉快な仲間達と共に天下統一を目指す。
後述の『尾張統一記』『軍師 黒田官兵衛伝』『政宗さまと景綱くん』『真田魂』『明智光秀放浪記』『殺っちゃえ!!宇喜多さん』は本作の延長線上にある作品群であり、異なる時間軸で描かれる。
基本的にはギャグ漫画だが、細かな戦国時代の逸話・蘊蓄も盛り込まれ、またストーリーラインは史実をほぼ忠実に押さえており、中学校社会科の教員免許を持つ作者の知識が存分に生かされている作品である。
作者の弁によれば「『忍び漫画』ではなく『忍びの目から見た戦国漫画』」とのこと。重野の4コマ漫画専門誌以外での連載は本作品が2作目であり、同じ雑誌からの連載である。
大羽快のギャグ漫画『殿といっしょ』7巻の帯と巻末の漫画にも、コラボで登場している。
2014年7月25日に発売された『ヤングアニマル』15号にて連載150回を達成し、その記念に西尾維新によるお祝いコメントが寄せられ、書きおろしのショートノベル『りぽぐらの忍び』忍法・百五十分身の術』が掲載された。
2016年2月26日にアニメ化が発表された。同年10月より放送開始。詳細は「テレビアニメ」の節を参照。
2016年8月26日発売の『ヤングアニマル』17号にて連載200回を迎えた際には、あっきう、小坂俊史、藤島じゅん、みずしな孝之による寄稿漫画が掲載された。

## 主な登場人物
統率・知略・政治・武術は単行本巻末の「戦国武将名鑑」のパラメーターの数値。声はテレビアニメ / 戦国大戦（登場キャラのみ）での順番で表記する。

### 織田家
千鳥（ちどり）
声 - 水瀬いのり / 花澤香菜
本作の主人公。生年は1550年（天文19年）前後。戦災孤児となって川で溺れていたところを伊賀者に拾われ、女の忍びとして育つ。
1555年（弘治元年）、木曾川で溺れていたところを偶然通りかかった若き日の信長に助けられ、その際信長の野望を聞かされる。そしてそこに偶然居合わせた刺客（後に織田信行の手先だったことが判明）から命を救った礼として髪結い布をもらった。5年後、念願叶って「信長の忍び」となる。褒美は信長に頭を撫でてもらうこと。身長が全く伸びない。岐阜城内に住居を構えているが、一度帰蝶に「うっかり」燃やされている（ただし直後、岡部又右衛門により再建されている）。単行本8巻の時点では22歳。
信条は「明るく楽しく元気よく」。二振りの忍び刀を得物とし、美濃攻略後には森可成から関兼定作の二刀を贈られた。頭脳労働は苦手で考えると頭から煙が出てくるレベルのため、この点については助蔵のサポートを受けている。初登場時から泳げないままであり、7巻時点では水の近くで戦うこともできないほどの水恐怖症に悪化しており、水中に入るくらいなら舌を噛んで死ぬと言っている。そして9巻の越前大嶽砦攻防戦では戦闘中に偶然着地した水溜りすら恐怖の対象と化した。また極度の方向音痴で迷子になりやすく、任務で他国に行く時などは助蔵が付き添っている。覚悟を決めて戦ってはいるが、罪悪感を捨て切れていないため、顕如による「悪人正機」の説法を聴いた際には浄土真宗へ傾きかけた。戦闘力は一騎当千の超人クラスで、信長陣営最強の使い手。また、木下隊と行動を共にする時は裏方としても動く。真柄直隆との戦いで愛刀が折れたため、関兼定に再び新しい刀を鍛えてもらい、秀吉に「風切」と名付けてもらった。
忍びとしての傑出した能力と数々の功績により信長からは絶対の信頼を寄せられており、「さわると強くなれる」という御利益があることから織田軍将兵からの人気も非常に高い。また帰蝶やお市からは家族のように可愛がられており、特にお市とは風呂で背中を流し合うほど親密度が深い。
初めは少しでも情が移った相手は殺せなかったが、姉川の戦いにおいて恩義ある遠藤直経に自ら止めを刺すことにより、その壁を乗り越えた。
信長の命がない限り人を殺めることはしないため、望月千代女との戦いでは命令の有無で殺めることができるかできないかの差が決定打となり惨敗。拷問の最中に髪結い布を焼かれ一瞬生きることを諦めかけたが、助蔵に助けられて生還を果たし信長に信玄逝去の報を伝えることに成功した。信長包囲網最大の脅威であった信玄がこの世にいないという、戦況を大きく動かす重要な情報と引き換えに千鳥自身は拷問で受けた深傷により長期の戦線離脱を余儀なくされるが、足利義昭はあらゆる意味で信長の相手ではなかったため槇島城攻略戦は千鳥不在でも全く問題なかった。
早期復帰を焦るあまり体力をつけようと食べ過ぎた結果、一時期肥満してしまったことがある。信長の帰りを待つ間は髪を降ろしていたが、義昭を追放して岐阜に凱旋した信長から新たな髪結い紐を贈られた。二度の伊賀攻めで堪えてしまったため光秀付きの忍びとなる。2年後の本能寺の変では光秀の備中高松城ではなく信長がいる本能寺に向かっていると気付き、単身で本能寺に向かう。明智軍の包囲を突破して信長と対面するも、既に信長を連れて逃げられる状況になく、信長と運命を共にしようとするが、忍ぶの本分として「生きる」よう命を受け、最後に信長に頭を撫でて貰い別れを告げた。
「忍びの本分は生きること」と公言しているが、前述の通り本能寺で信長と運命を共にしようとしたり、絶体絶命の危機を迎えた可成を救うため自身も死ぬ覚悟で戦おうとする（最終的には可成に「忍びの本分」を説かれて織田本陣に戻っている）など、織田家の人間と接するうちに忍びとしての考え方に変化が生じており、信長の天下統一が果たされたら刀を置くと発言している。
織田に忍びとして派遣される前に百地丹波から「主君が伊賀に攻め入るようなことがあれば暗殺する」ように暗示を掛けられていたが、催眠術を覚えた帰蝶の実験台にされたことで解かれている。
織田信長（おだ のぶなが）
声 - 羽多野渉 / 最上嗣生
統率9 知略9 政治10 武術8 野望10
千鳥の主。乱世を己の手で終わらせるという大志を持ち、技術革新と商業政策により戦国に覇を唱える戦国大名。口は普段は描かれていないが、叫ぶ時などは大きく口を開けることがある。
誰もが恐れる男だが、甘いものに目のない大の甘党で、戦場に自分専用の菓子や果物を大量に持ち込んで戦争中のストレス解消に利用している（それゆえ陣中では甘い匂いが充満しており、部下からは嫌がられている）。基本的にポーカーフェイスだが、柿や桃などを食べると表情が緩くなり、初めて金平糖を食べたときは一時的に昇天した。また家臣の登用についても「甘いものが好きか嫌いか」を基準に決定してしまうところがある。千鳥曰く「甘いものを食べると全能力が跳ね上がる」とのこと。乱世の終結かつこの世の甘いものを自分のものにしようとする「天下糖一」を掲げている。反面、酒一口で酔っぱらってしまうほどの下戸であり、自身は一口も飲んでいないにも関わらず酔った帰蝶に接吻されただけでも倒れてしまった。また、甘酒でも泥酔してしまうため酒宴の時は家臣が酒で盛り上がる中、信長だけ盃にぜんざいを注いで飲むなど、飲みの席でも下戸と甘党は徹底している。帰蝶やお市を溺愛しており、彼女らをたぶらかす者に対しては容赦ない。ユーモアのセンスが無く、引かれたときや秀吉のボケに鉄砲を撃つ。
当初は尾張一国を治めるのみだったが、桶狭間の戦いを乗り越え、美濃に侵攻し支配下に置く。そして足利義昭を擁立し上洛し、その後も各地を攻めて領国とするが、史実通り、天下統一を目前に本能寺の変を迎える。
燃える本能寺の中で、部下に恵まれた生涯を誇りに思い、襲撃した光秀に対しても「楽しかった」と、最後まで非情になれなかった自身の甘さを笑いながら絶命した。
助蔵（すけぞう）
声 - 村瀬歩
伊賀から千鳥と共に派遣された忍び。千鳥のことが好き。情報収集能力に秀でており、武将や各国の情勢にも通じているほか、天気を読むこともできる。反面、武術の腕前については千鳥にも戦力として期待されていない程にからっきしであるに関わらず、千鳥に近づく男に対しては彼我の力量差を省みずに敵意を燃やしてしまう。ただし火薬や薬の調合、知識など戦闘力以外は頼りにされている。千鳥が寝ている間に接吻をしようとしたり、露出の高い忍び装束を着せようとするスケベな一面がある。千鳥からは「助ちゃん」と呼ばれる。
千代女に捕えられた千鳥から「信玄が死んだという情報を持って逃げて欲しい」と頼まれたことで逆切れし、逃げるどころか拷問部屋を爆破して千鳥を奪還、その際に「千鳥と一緒にいたいから織田家に仕えているのであって、本音ではどうでもいい」「任務が成功しても、千鳥が死んでしまっては何の意味もない」と、作中初めてストレートに自分の気持ちを告白したが、その後のゴタゴタで有耶無耶になってしまった。
小谷城の戦いの後、千鳥が療養中に杉谷善住坊の潜伏先を突き止めると「千鳥に無理はさせられないが善住坊を逃がす訳にもいかない」と、自ら善住坊の捕縛に赴く。圧倒的な力量差から返り討ちに遭いかけるものの「埋火」で爆破して捕縛することに成功する。
千鳥との関係が一向に進展する気配がなく、見兼ねた信長から千鳥との結婚の斡旋を持ちかけられたが、信長の覇業を果たさない状態で結婚するのは千鳥にとって本意ではないと断っている。そして、千鳥から求婚を申し込んでもらえるような立派な男になると宣言したが、結局は自分から告白する勇気がないだけ（要するにただのヘタレ）であり、信長からは呆れられていた。
松永久秀の春画に興奮する年相応な面を持っており、久秀から春画コレクションを形見として託されてからは発言や考え方も久秀に似るなど、ある意味久秀の弟子として大きな影響を受けている。
帰蝶（きちょう）
声 - たかはし智秋 / 内田真礼
信長の正妻。父・斎藤道三曰く「世界史上一の美女」。千鳥を非常に気に入っており家族同様に可愛がっている。癖っ毛で、ドがつくほどの天然ボケだが、芯の通った気丈で心優しき女性で好奇心も旺盛。また当時としては非常に先進的な想像・発言をすることから「未来人」と呼ばれることがある。信長もそのあまりの天然ぶりに頭を痛めながらも、安らがせてくれる存在として愛しあっている。夢は信長と130歳まで生きること。また絶妙のタイミングでアドバイスを送ることにも長けており、浅井家に嫁ぐ際のお市の不安を軽減したり、お市と長政の離反から神経衰弱に陥り人間不信になりかけていた信長を立ち直らせたりしている。
柴田勝家（しばた かついえ）
声 - 大川透（～伊勢・金ヶ崎編）→高橋伸也（姉川・石山編～）
統率8 知略5 政治7 武術9 髭10
織田家筆頭家老。髭面で髭型も「サラサラ風」にこだわる。「鬼柴田」「かかれ柴田」の異名を持つ猛将。同年代の森可成からは「柴田のオッサン」と呼ばれている。秀吉と同じくお市に惚れており、浅井家に嫁いだ時や、二人目を出産したことを聞いた時は白髪・抜け毛で廃人のような風貌となった。野田・福島の戦いでは森可成の訃報を聞き悲しみ、「秀吉に負けたくない」思いで殿を務めた。
根っからの武人で細やかな策謀に向いたタイプではなく、『尾張統一記』では萱津の戦いで信長軍の視察という目的を忘れて奮戦した上、敵将・坂井甚介を討ち取るという武功まで立ててしまっている。それ故に自分を取り立てた信秀に対する忠義も高く託された信行と信長の器量差を稲生の戦いで確信しつつも信行を救うため髷を落として信行の降伏に漕ぎつけた。しかし信行が再び謀反を計画したことに加え自身の排除も企んでいることを知り苦悩の末に信長について粛清に加担することになった。
森可成（もり よしなり）
声 - 関智一
統率7 知略6 政治4 武術9 顔10
織田家の武将。美濃から流れてきた武士。無精ひげを生やしている美男子。「攻めの三左」の異名を取る十字槍の達人。主君である信長を「大将」と呼んでいる。性格はキザで軟派、女性が剣を手に戦うことを快く思っておらず、同時に女性までもが戦うような世の中は早く終わらせたいと心から願っている。出仕直後の千鳥に試合を申し込んで一合すら触れることもできずに敗北したため、彼女の実力は身に染みて思い知っている。美濃攻略後、二振りの忍び刀を千鳥に贈った。大勢の女性達から人気が高い。
宇佐山城の戦いにおいて、信長軍の背後を突こうとする浅井朝倉連合軍3万を押し留めるために寡兵で出陣。千鳥と助蔵を逃がした後も部下と共に奮戦するが、満身創痍で臨んだ山崎吉家との一騎討ちで致命傷を負い、今際に「自分の領分を守ることだけ考えているお前達には織田家は倒せない」と宣言して斃れた。
既婚者であり、作中には長可（可成死亡時点で嫡男）と蘭丸の2人の息子が登場している。戦死後すぐに千鳥の前に幽霊になって現れ、悲嘆に暮れていた彼女を呆れさせたが、落飾した愛妻えい（声 - 岡村明美）の傍らに寄り添い、千鳥に別れを告げた。
『尾張統一記』では当初信秀に仕えていたが、信長に将来性を感じ信長の直臣となる。しかし信長への出仕前後は長槍戦法の相手や蜂の巣の撤去作業、そして鉄砲対策の一環で槍対鉄砲の異種試合をやらされたりするなど苦労が絶えなかった。程なくして信長の斡旋により、帰蝶の侍女を務めていたえいと結婚する。
森長可（もり ながよし）
声 - 室元気
統率5 知略4 政治6 武術9 戦闘狂10
可成の嫡男。父譲りの武勇を誇るが、性格は両親に似ず極めて凶暴で好戦的。地の文曰く「後に戦国最強の狂戦士となる男」。ただし、意外と照れ屋で家族思いでもある。
千鳥がかつて可成を破ったことから、彼女に対抗意識を燃やす。伊勢長島の一向一揆では、自身が目立ちたいがために千鳥を当て身で気絶させた上で一揆勢を相手に暴れ回っている。
森蘭丸（もり らんまる）
声 - 山下大輝
統率4 知略7 政治6 武術6 世話10
可成の次男。兄とは対象的に礼儀正しく、容姿も父母のものを受け継いでいる。
信長の小姓に取り立てられると、手始めに上杉家の密偵任務を与えられるも謙信に見つかってしまうが、謙信の思惑から能登国畠山家を攻め滅ぼした後に織田を攻めるという情報を与えられた上で逃されている。
太田牛一（おおた ぎゅういち）
声 - 森嶋秀太
統率2 知略3 政治4 武術7 書記10
織田家の弓衆兼歴史書記愛好家。牛のような斑の肩衣を着用している。克明な歴史書を書いて名を残すのが望みで、桶狭間の戦いの様子を千鳥に聞く。詳細な歴史書を書くため各地に部下を放っており、千鳥達から「忍びになった方が」と言われてしまう。同じく歴史書を書くつもりであるルイス・フロイスを毛嫌いしている。
長篠の戦いが終わると念願であった歴史書の執筆を始めている。
明智光秀（あけち みつひで）
声 - 立花慎之介
統率8 知略8 政治9 武術8 つっこみ10
道三の家臣であり帰蝶の従兄弟。道三の死後は家臣を連れて各地を放浪する。一時朝倉家に仕えていたが、義景の不甲斐なさに愛想を尽かし、足利義昭を引き合わせたのを契機に織田家に仕える。鉄砲の名手で心配性の苦労人。武将としては極めて有能であり、延暦寺焼き討ちの際に前線に立った千鳥を気遣うなど性格的にも善人と言っていいが、とかく間が悪い上に一言多い所があり、そのために道三や信長からたびたび折檻を食わされたり不幸な目に合ったりする幸薄い人物。信長や帰蝶からは「デコが広い」と言われており、彼自身はこのことを気にしている模様。当初はツッコミ役として重用されるが、話が進むにつれてボケ・KY＆不遇キャラになりつつある。得意技は、頭を下げ続ける人生の末に身に着けた、見る者を畏怖させるほど美しい土下座。
信長への忠誠心は高く、謀反や裏切りを起こして織田軍に加わろうとする武将を厳しく批判して仕官に反対するが、基本的にギャグ漫画であるため光秀が人の裏切りを糾弾する度にナレーションから「後の謀反人日本史代表」など、ネタにされるのが定番になっている。その一方で、無抵抗な一般人を殲滅戦に巻き込んだり、失敗した配下に対して過剰なまでに厳しい処分を下す信長のやり方に疑問を持ち始めており、ギャグを挟みつつもストーリーが進むにつれて運命の時が確実に近づいていることを示唆する描写が増えている。
千鳥は戦にも政治にも明るく民からも慕われている光秀を心から尊敬しているが、生涯を通して裏切りの人生を送った松永久秀は光秀から何かを感じ取っていたのか、千鳥に対して彼の将来的な謀反を警告している。
1582年、史実通り謀反を起こすが兵を出した後も迷いがあり、白紙の書状を持たせて秀吉の元に向かわせた千鳥が途中で謀反に気付いて間に合えば取り止めるという賭けを行う。結局、千鳥は間に合わず、本能寺で信長を討ち、混乱の中で秀吉との山崎の戦いに臨む。
スピンオフ作品である『軍師　黒田官兵衛伝』にも登場したが、天正9年（本能寺の変の前年）の時点で信長との間に不協和音が漂っている感があり、目の下に濃い隈が出来るなど形相が不穏なものに変わっている。
煕子（ひろこ）
光秀の妻。輿入れ前に疱瘡に罹り顔に痕が残っていた頃の癖で顔の左側を髪で隠している。自身がいながら帰蝶に熱を上げている光秀のことを大目に見ている人格者で、千鳥や助三からは「聖妻」とまで呼ばれている。
黒井城の戦い、天王寺の戦いと連戦続きの疲れで倒れた光秀を看病し、塙直政の一族が敗戦の罪で追放されると弱気になった光秀を励ましたりもしていたが、光秀の回復と入れ替わるように病に倒れてしまう。最期まで光秀のことを気にかけており、遺書や本人へ直接の遺言ではうまく伝わらないという理由で千鳥に「幸せなまま死ねる。虚しい人生ではなかった」と遺言した後に死亡する。
美濃三人衆
統率7（稲葉）5（安藤）6（氏家） 知略7（稲葉・安藤）4（氏家） 政治6（稲葉･安藤）5（氏家） 武術7（稲葉･氏家）4（安藤） 連携10
稲葉一鉄（いなば いってつ、声 - 森嶋秀太）、安藤守就（あんどう もりなり、声 - 落合福嗣）、氏家卜全（うじいえ ぼくぜん、声 - 高橋伸也）の3人。斎藤家の柱だったが、龍興の暗愚さ・道三の遺言・帰蝶の可愛さから織田家につく。三人組は自分たちだけで十分だと思っており、三好三人衆などにライバル心を燃やす。
7巻において卜全が伊勢長島の戦いで自分の出番の少なさを嘆きつつ討死した。その後は跡を継いだ息子の氏家直昌が「美濃三人衆」の一員となり、9巻における槇島城の戦いから登場している。
前田利家（まえだ としいえ）
声 - 森嶋秀太
統率6 知略7 政治7 武術9 愛妻10
まつの夫兼織田家の家臣。豪快な巨漢の槍遣い。妻のまつ（声 - 松井菜桜子）とは同柄衣装を恥ずかしげもなく着こなすほどのバカップル。会う度に全力でハグすることが習慣で、その後も回を重ねるごとにスキンシップがエスカレートしている。信長ではなくまつのために戦い、鎧の下にまつからの恋文を忍ばせて戦闘中でも読みふけっている。普段は閉じ目で描かれているが、超本気で戦うときと、まつと愛を確かめ合うときに、目が開く。
滝川一益（たきがわ かずます）
声 - 諏訪部順一
統率8 知略8 政治6 武術8 忍び嫌い10
織田家の武将。伊勢方面を任されていたため、劇中に正式に登場して千鳥に会ったのは49話と遅め。白い鉢巻きに頬の傷が特徴。
甲賀出身ゆえ（忍びの汚さを見てきた事や、「甲賀出身」というだけで忍者扱いされる事が鬱陶しいと思っているため）に忍びを嫌い、忍びが近くに居るのはもちろん、「し」「の」「び」と連なる言葉を聞いただけで発疹が出る体質（例：「いのしし のびてる」）。伊勢攻略以後は千鳥の気持ちを理解し、態度を改めたが、体質は変わっていない。
佐久間信盛（さくま のぶもり）
声 - 高橋伸也
統率7 知略5 政治5 武術5 逃走10
織田家武将。柴田勝家と並ぶ筆頭家老ではあるが、実力というよりもキャリアの長さでその地位に就いている。
「退き佐久間」の異名を持つ退却戦の名手だが常に逃げ腰で、何かにつけて退却しようとする。統率力そのものは信長からも評価されており、天王寺の戦い後の大坂方面軍の指揮を任されている。
度重なる失態の挙げ句、石山本願寺の炎上が決定打となり、織田家を追放される。
細川藤孝（ほそかわ ふじたか）
声 - 高橋ひろし
統率6 知略7 政治9 武術9 歌道10
足利家家臣。当代随一の武人かつ教養人で万能に達するが、いちいち一首詠む面倒くさい男で戦の最中でも筆を手放さず、良い和歌が出来ると戦闘力が増加する。我が侭な義昭に頭を痛ませている。嘘がつけない性格で、信長包囲網の黒幕を探っていた千鳥の誘導尋問で義昭が黒幕であることを明かしてしまった。1572年時点では愛想を尽かしており密かに信長と連携を取り始める。そして同年、義昭が「将軍を辞めることになるくらいなら、乱世が続いた方がまし」だと失言したことに激怒し、脇差と烏帽子と礼服を返上し、別れの一首を詠んで足利将軍家を出奔、荒木村重と共に信長に正式に仕えた。
荒木村重（あらき むらしげ）
詳細は『軍師 黒田官兵衛伝』を参照。
堀秀政（ほり ひでまさ）
統率7 知略8 政治8 武術7 油断大敵10
信長の側近。光秀が坂本城主に就任した後、新たなツッコミ役として取り立てられる。
「油断しない」が座右の銘であり、その点において過剰な指摘をするのが玉に瑕。
服部小平太（はっとり こへいた）・毛利新助（もうり しんすけ）
統率3 知略4 政治2 武術7 馬廻り10(尾張統一記)
信長の馬廻衆。服部は鉢巻を常に巻いた中肉中背、毛利はそばかすのある太めの体形をしている。桶狭間の戦いでは今川義元を討ち取るという大功を上げているのだが、千鳥とは離れた場所で戦っていたらしく本編で登場するのは162話での大嶽砦を落とすための戦いから。
信長がまだ吉法師と名乗っていたころからの古参で、『尾張統一記』でも第1話から登場している。
織田信広（おだ のぶひろ）
統率7 知略6 政治4 武術5 後継者願望10(尾張統一記)
信長の庶長兄。本編登場は11巻のみだが、『尾張統一記』には頻繁に登場している。
織田軍の武将として第三次長島侵攻に参加するが、死兵となった門徒の捨て身の突撃により討死した。
『尾張統一記』においては野心家で、庶子のため家督継承権が無いはずの自身が継承者となるべく信秀に働きかけていた。それを疎ましく思った信秀は、信広を安祥城の城主に任命して厄介払いする。だが、雪斎に城を落とされ捕虜となってしまい、家督相続の僅かな可能性が潰えてしまった。信秀が死に信長が家を継いだ後も密かに謀反を企て、美濃国主（帰蝶の兄）の斎藤義龍などと連絡をとりあっていたが、信長に事前に察知され慌てて謀反を中止した。
池田恒興（いけだ つねおき）
信長の乳兄弟。信長が家督を継いだ頃から信長を支持しているひとり。
『尾張統一記』ではツッコミ役としても活躍していたが、「胃も頭の回転も追いつかない」として正式なツッコミ役を辞退している。
塙（原田）直政（ばん なおまさ）
統率6 知略5 政治8 武術6 バンバン10
織田家武将。口を開くと何かにつけて「バン」を付けて話す癖がある。
トントン拍子に出世すると、天王寺の戦いに際して本願寺攻めの先鋒に任命される。万全の構えで戦に臨んだものの神出鬼没の雑賀衆に翻弄され、自身も孫市に射殺されてしまう。戦後「信長自ら出陣しなければ光秀を失う事態を引き起こした」として一族が追放処分とされている。
北畠（織田）信雄（きたばたけ のぶかつ）
統率4 知略1 政治2 武術3 馬鹿10(軍師 黒田官兵衛伝にも併記)
信長の次男。北畠具房の養子となり北畠家の家督を継いでいる。若き日の父とは違い、純粋なうつけ者として知られる。
具教が織田家への謀反を企むと父からの試練として自らの手で北畠旧臣を率いて具教一族を粛清するという命じられる。粛清に成功したことで増長し、隣接する伊賀国を攻め取ろうという野心を起こすと軍事行動を起こすが伊賀に看破され、天正伊賀の乱のきっかけを作ってしまう。
筒井順慶（つつい じゅんけい）
統率7 知略7 政治7 武術5 打倒松永10
大和国を治める大名。松永久秀とは大和国の支配を巡って長年争っていた。信貴山城の戦いではかねてから久秀の下に潜入させていた部下の森久好が石山本願寺への援軍の使者に任命されたことで、自身の兵を場内に送り込み内応する手はずを整えている。
九鬼嘉隆（くき よしたか）
統率8 知略7 政治4 武術8 鉄甲船10
志摩国を本拠とする九鬼水軍の頭領。泳げない者を許さない性格で、千鳥との初対面時は彼女がカナヅチであることを聞いていたため琵琶湖で水泳を教えようともした。第一次木津川口の戦いで真鍋水軍が敗れると信長に呼び出されると村上水軍に勝てないことを語るが、信長から鉄甲船の建造を命じられる。
その2年後に鉄甲船を完成させると、淡輪沖の戦いで雑賀衆を、第二次木津川口の戦いでは村上水軍を破り本願寺を沈黙させることに成功する。
柘植保重（つげ やすしげ）
統率7 知略6 政治5 武術7 伊賀知識10
信雄に仕える重臣。元は伊賀の出身だったが伊賀の秩序のなさに嫌気が差して伊勢に移り住んだ経歴を持つ。第一次天正伊賀の乱では「馬鹿な身内の不始末は身内がケリを付けねばならない」との思いで織田軍を指揮するが、鬼瘤峠で忍術上手十一人に阻まれたところを夜襲で散々に打ち破られると殿軍を務め、討ち死にする。

#### 羽柴家
木下秀吉/羽柴秀吉（きのした ひでよし/はしば ひでよし）
声 - 山口勝平 / 小野大輔
統率4→9 知略4→7 政治4→7 武術4→5 意外性→人心掌握10
信長の家臣にしてパシリ。ござる口調で一人称は「拙者」。猿顔。立身出世を夢見るポジティブでお調子者な頑張り屋。他の全てが並以下の中で意外性だけは高く、不死身のようなタフネスの持ち主で「心臓以外なら（斬られても撃たれても）人は死なない」が持論。忍者に偏った知識を持つ。妻のねねを大切にしているがお市への恋心も捨てきれずにいる。
出世し大名になってウハウハな生活を送ると共に、領民にも笑って過ごして欲しいと思っている。実家が貧乏であったためさまざまな職業を転々とし、蜂須賀小六と今川家臣・松下之綱のもとで世話になった後に針売り商人として帰郷。織田家に出仕することを決意し、友人で織田家臣の一若の伝手を頼って信長と出会い、彼に「パシリ」としての才能を買われて採用される。過去に経験した職業から得た技術・知識や機転を活かした精勤ぶりから信長の評価も高くなり、その後ねねとの結婚時に祝儀代わりとして足軽大将、墨俣城築城成功の褒美に侍大将に任命されて出世を重ねることになるが、相変わらずパシリ兼務。｢金ヶ崎の退き口｣では殿（しんがり）を務め、千鳥や明智隊・池田隊、徳川軍の援軍により無事生還を果たす。そして姉川の戦いの後、横山城城番にまで出世し、箕浦の戦いでは横山・鎌刃城兵2500で浅井軍10000を破った。山本山城の守将阿閉貞征を調略して程なく「羽柴」に改姓する。浅井家を攻め滅ぼした後はその旧領を与えられ大名となるが、未だにパシリ兼務は続いている。
ねね
声 - 釘宮理恵
秀吉の妻。初期の性格はツンデレ。女心に鈍い秀吉に好意をなかなか気付いて貰えなかったが、桶狭間の合戦直前に意を決して求婚し、無事生還した秀吉とめでたく結ばれた。結婚当時は秀吉25歳に対し14歳であった。
家事全般の能力は壊滅的なひどさで、侍女達に止められている。特に料理の腕は秀吉を恐怖させ、毒物を口にする修練を積んだ千鳥たちを悶絶させたほどに壊滅的（料理は奇妙な生き物が生まれたようなものになっており、食べ続けると禁断症状が出る）であるほか服のセンスも酷い。前田利家の妻・まつとは大の仲良しだが、彼女のノロケ話には少々辟易気味。秀吉が出世することで会えない時間が長くなり、悲しんでいる。秀吉が北近江の大名となった際に、3年ぶりに共に住むことになり、幼い家臣の教育に当たる。
蜂須賀小六（はちすか ころく）
声 - 檜山修之
統率7 知略6 政治7 武術8 男気10
尾張野武士の頭領。数千の舎弟を束ねる、リーゼントヘアーのヤンキー。秀吉とは昔なじみで、墨俣築城の際に秀吉に乞われて仲間となり、以後は彼を支える側近として各地を転戦する。戦では自慢の髪型が、雨を吸って垂れて視界を妨げたり爆発でアフロになったり兵士に斬られたりしている。
竹中半兵衛（たけなか はんべえ）
声 - 平川大輔
統率7 知略10 政治8 武術5 病弱10
天才軍略家かつ強烈な自信家で、自身の指揮する城を落とすには10万の軍勢が必要とまで豪語する。細身で女性的な外見をしており、常に敬語で喋る。生来の虚弱体質で体が脆くやたらと吐血しており、髪の色も若くして総白髪である。このため基本的には作戦立案が主な役目であり、戦に出ることはない。7巻の時点では吐血しかけた血を飲み込む技を覚えた。
自分を暗殺しに来た千鳥を正体を知らぬまま介抱する。その後「助けてもらった人は殺せない」と千鳥が言ったため、かねてより考えていた稲葉山城の乗っ取りを千鳥と組んで行なった。その後は隠棲していたが、秀吉と千鳥の説得で秀吉の参謀となる。
秀吉からは絶対の信頼を寄せられているが、彼自身も秀吉の将器を見込んでおり、秀吉が死ねば「水風呂に入って後を追う」と公言するほど主君として入れ込んでいる。
スピンオフ作品「軍師黒田官兵衛伝」にも、官兵衛が目標とする憧れの人物として登場したが、作中でいよいよ病が悪化し、官兵衛を自らの後任として秀吉に推挙した後、官兵衛が裏切ったと誤解した信長から松寿丸を守る為の策をして、毛利攻めの最中に自分の死期がわかってしまい、最期は秀吉の側で迎えたかったと言う理由で、京での療養を辞めて秀吉の陣に合流して陣中で病没した。死の間際に秀吉に、かつて秀吉が自分を説得して連れ出したことで、本当の意味で生きられたと礼を言った。半兵衛の死後に秀吉からも半兵衛がいたからここまで来れたと感謝の言葉を送っていた。
木下秀長/羽柴秀長（きのした ひでなが/はしば ひでなが）
声 - 落合福嗣
統率3→7 知略6→8 政治6→8 武術4→6 補佐→補佐10
秀吉の弟。千鳥と助蔵の間で「秀吉不要論」が囁かれてしまうほどの良くできた名補佐役。
本人は兄を慕っており、秀吉が調略のため山本山城に出向いた時、なかなか帰って来ない彼を泣きながら心配していた。
『軍師 黒田官兵衛伝』では、但馬国を平定し引き続き兄を補佐している。
仲
秀吉の生母。初登場は『軍師 黒田官兵衛伝』48話、本作は191話。北近江の大名に任じられた際に全て田畑にすることも出来る。本能寺の変で長浜城より脱出する際にも収穫期ということで残ると言うなど根っからの農民気質。
ねねの作ったおはぎですら「変わった味」「腹にたまれば何でもごちそう」と言って平気で食べるほどたくましい。

### 徳川家
徳川家康（とくがわ いえやす）
声 - 置鮎龍太郎
統率10 知略8 政治9 武術7 脱糞10
初登場時は松平元康（まつだいら もとやす）。三河の領主。狸顔で食いしん坊。辛抱強い性格。緊張すると便意をもよおす脱糞癖がある。恐妻家の一面もあり、姉川の戦いに参戦した理由の一つが｢妻の目から少しでも解放されたいから｣。信長とは幼馴染。
織田家・今川家と人質として長い年月を送っていたが、義元亡き後の今川家に見切りをつけ清洲同盟を結ぶ。
三方ヶ原の戦いでは武田軍に完敗し、夏目吉信の犠牲もあって恐怖のあまり脱糞しながらも命からがら逃げのびた。
服部半蔵（はっとり はんぞう）
声 - VALSHE
統率6 知略8 政治5 武術9 明朗快活10
家康の家臣。上顎の両犬歯が八重歯。伊賀の上忍の家系に生まれた武士。千鳥にとって服部家は憧れの対象だったため、当代が忍びではないことを千鳥は大変残念がった。声が大きく忍ぶことが嫌いで、おおよそ忍び向きではない性格ながら、幼少のころから父より忍びの英才教育を受けていたため、忍術の実力は相当高い。
本多忠勝（ほんだ ただかつ）
声 - 小山力也
統率9 知略7 政治5 武術10 無傷10
徳川家家臣、後の徳川四天王の一角。戦で常に最前線に立つも傷ひとつ負ったことがないと言われるが、戦以外ではつまらない理由で生傷が絶えず、しかもそのことごとくをノーカウントにしたがる面倒臭い猛将。また繊細な性格らしく精神攻撃にも弱い模様。三方ヶ原の戦いの最中、戦傷を負った時の言い訳を考えていた。鹿の角をあしらった兜を被っている。
戦の後は兵の前で鎧を脱ぎ、無傷の姿を見せるのが恒例になっている。
酒井忠次（さかい ただつぐ）
統率9 知略7 政治7 武術8 海老すくい10
徳川家家臣、後の徳川四天王の筆頭。ドがつくほどの頑固者で、千鳥（女性）が軍事に関わることを嫌っている。筆頭家老であるが「海老すくい」という踊りが得意で、披露して将兵の士気を高めている。
瀬名（せな）
徳川家康正室。今川義元の姪だが、伯父を討った信長に対しては特に恨みなどの感情は持っていない。反面、家康に近づく女は容赦なく斬り捨てると宣言し、千鳥をして本気で殺されかけたほどの狂気を持つ。一言で言うとヤンデレ。
なお、家康は「あんなに性格が病んでても、ワシに近付く女を全て抹殺したがる女でも、ワシは妻を愛してる」と公言している。
信長の言いなりである家康の姿を案じると信康とともに謀反を企てるが、信長から処罰の許可を得た家康により蟄居を命じられるも真相が知れ渡ることで家康の名声が落ちることを嫌い、自身の悪名が高まるような噂を広めるよう周囲に指示した後斬殺されている。
徳川信康（とくがわ のぶやす）
統率8 知略6 政治5 武術7 反抗10
家康の嫡男。凛々しい若武者であるが、瀬名の嫉妬深さを家の恥としており、他言しようとする者は容赦なく斬り捨てる苛烈な性格。
浜松城で武田と対峙する父に対し、岡崎城で後方支援する立場にあったが父とは不仲であり、抗争状態に陥ると信長の許可を得た父によって処罰され、自害する。
奥平貞昌（おくだいら さだまさ）
統率8 知略5 政治2 武術7 根性10
徳川家臣で長篠城主。武田勝頼が一万五千の兵を率いて長篠城へ攻め込むと、類まれなる根性で兵を鼓舞しつつ守り続ける。兵糧庫を焼かれ、曲輪も落とされたことで絶体絶命になると、根性のありそうな者として鳥居強右衛門を岡崎城への使者に任命している。
鳥居強右衛門（とりい すねえもん）
統率2 知略4 政治1 武術6 健脚10
奥平家臣。武田の包囲を「鳥」のごとくかわし、任務を投げ出さない「強」き心を持つ者として長篠城からの使者に任命される。持ち前の脚力と水泳の技術で岡崎城へたどり着き、援軍が送られることを確認すると長篠城へ戻ろうとしたものの馬場信春に勘づかれた上で千代女に捕われてしまう。勝頼の提案に応じて降伏するふりをすると長篠城に援軍が来るという報を貞昌に伝えるが、直後に磔刑に処せられる。

### 浅井家
浅井長政（あざい ながまさ）
声 - 内匠靖明
統率8 知略6 政治6 武術9 筋肉10
近江国大名浅井家当主。お市の夫になる。筋骨隆々でよくトレーニングをしており、筋肉について褒められるとテれる。純情で小心なところもあり、お市との関係はベタ甘である。またドがつくほどの子煩悩で、娘の茶々が生まれてからは常に抱いている。信長が朝倉領に攻め入った際は、久政を抑えられず結果的に織田家を裏切ってしまうが、信長よりも自らを選んだお市を守るため、信長と決別する。
小谷城の戦いでお市を千鳥に託して織田軍に送り届けて貰った後に切腹を試みるが、腹筋が強靭すぎたため短刀を折ってしまい失敗。気を取り直して行った二度目の切腹で周囲に激しい音を響かせながら絶命した。
お市（おいち）
声 - 三森すずこ
信長の妹。人見知りで世間知らずな美少女。信長に溺愛されており、秀吉・勝家をはじめ織田家臣たちや浅井家臣たちのアイドル。千鳥とは姉妹のように仲良しで、風呂で背中を流し合うほど親密度が深い。
浅井長政に嫁ぎ、仲睦まじく暮らしている。その可愛さで無意識のうちに浅井家の反織田派の戦意を抑えていたが、1570年の両家の決裂の際には浅井家に殉じる覚悟を決めた。また浅井家と朝倉家の関係を筋肉で表したり、戦の情勢を見るために屋根の上でジャンプしたり、朝晩腕立て腹筋するなど性格・行動が長政の影響を受けている。
小谷城の戦いでは長政に殉ずるつもりでいたが、「子供たちが成長した時に長政の素晴らしさを伝えるためにも生きてほしい」という千鳥の説得に応じる。しかし、長政を死に至らしめた上に我が子同然に育ててきた万福丸を処刑した信長のことを赦す気にはなれず、心を閉ざしたまま織田信包の元に身を寄せる。
浅井久政 （あざい ひさまさ）
声 - 松山鷹志
統率5 知略6 政治7 武術2 口出し10
長政の父親。浅井家前当主。信長が嫌いで、佐和山城での会見の折に暗殺しようとしたが、どの作戦も気が長いものばかりだった。体格は一見普通に見えるが長政同様筋骨隆々でいわゆる“細マッチョ”である。信長が朝倉領を攻めた際は、長政の反対を押し切り織田家との同盟を破棄、総大将として朝倉家の援軍に駆けつけた。
小谷城の戦いでは自領にある国友で製造された鉄砲を用いて秀吉隊を苦しめたものの、京極丸を落とされた後に自刃して果てる。
遠藤直経（えんどう なおつね）
声 - 梁田清之
統率6 知略7 政治7 武術8 忠烈10
浅井家家臣。信長に反感を持ち暗殺しようとするが、信長の器と大志を知り、逆に心服するようになった。信長の朝倉攻めの際には織田方に付くよう強硬に主張するも長政に容れられず、せめてもの信義にと、居合わせた織田家の使者（千鳥と助蔵）を逃がした。金ヶ崎の戦いの後、お市の覚悟を見て「お市様を見守る会」に入会、織田家と敵対する。姉川の戦いでは敗色濃厚になった後、織田兵に成りすまして信長に近寄り殺害を謀るも千鳥に見破られ、半兵衛の弟・竹中久作に深手を負わされる。恩義ある人を死なせたくないという一心で降伏を勧告してきた千鳥に、戦場で敵同士として相対したならば甘さも迷いも振り捨てろと、最早瀕死の状態の助からぬ身で「乱世の習い」を説き、最期は千鳥に自身を殺させた。助蔵は千鳥に「乱世の習い」を説いた理由を千鳥の恩返しが嬉しかったのでは無いかと、自分なりの推察を述べた。
藤堂高虎（とうどう たかとら）
声 - 高橋伸也
浅井家家臣。久政の命で千鳥と助蔵の口封じをしようとしたが、直経に殴り飛ばされた。姉川の戦いでは後述の磯野員昌に逃げるよう進言している。
磯野員昌（いその かずまさ）
声 - 森嶋秀太
統率8 知略5 政治2 武術8 突撃10
浅井家家臣。逆立った頭髪が特徴的。「突撃突破の磯野員昌」と呼ばれており、走り出したら止まらない。「目の前に蜘蛛の巣があっても止まらない」「水たまりを避けない」等様々な噂がある。その性格が災いし、女性によくフられる。直経と同じく元はお市を嫌っていたが、織田家と敵対後は「お市様を見守る会」に入会した。
姉川の戦いにて一点集中突破を試み、織田軍の陣を負傷しながらも駆け抜けるが、前田利家率いる馬廻衆に止められ、千鳥の無双で壊滅。藤堂高虎の「撤退は明日への前進」という言葉で後退した。
その後、6ヶ月以上に亘り佐和山城を守っていたが、半兵衛が献策し千鳥と助蔵が実行した離間の策により孤立、信長への降伏に追い込まれた。
浅井井規（あざい いのり）
統率6 知略5 政治3 武術7 自信過剰10
浅井家一門衆。「浅井家の秘密兵器」を自称し、馬上槍をこなせるほどの武芸も持つが、尊大な性格ゆえに人望がないことから戦には出してもらえていなかった。
箕浦の戦いでは磯野の寝返りにより裏切りを恐れるようになった長政によって鎌刃城攻めの大将に抜擢されるが、実戦経験の差から秀吉軍に翻弄され敗れる。
前述の戦いで千鳥に顔を切られたことを根に持ち、千鳥を自らの手で殺すことを目標とする。小谷城の戦いでは秀吉隊に寝返ったところで友軍となった千鳥を背後から刺したものの鎖帷子で防がれており、直後に小六によって捕縛され処刑されることとなる。
浅井万福丸（あざい まんぷくまる）
統率3 知略4 政治2 武術5 鍛錬10
長政の嫡男。お市の実子ではないが、彼女には実子のごとく可愛がられている。長政同様トレーニングに励んでおり早期の初陣を長政に懇願するも、資格試験である長政との腕相撲で未だ勝てず初陣は果たせないでいる。小谷城落城前に長政から生きるよう諭され城を脱出、城下の寺に潜伏するも落城後まもなく羽柴秀吉の手勢に捕らえられ、信長の命令により磔にされ処刑。処刑直前においても取り乱すことなく、悠然と磔刑に臨んだ態度は執行役の秀吉や小六に大きな感銘を与えた。
赤尾清綱（あかお きよつな）
統率7 知略6 政治6 武術5 古老10

### 足利家
足利義昭（あしかが よしあき）
声 - 高木渉
統率6 知略7 政治7 武術2 うざさ10
室町幕府元将軍足利義輝の弟。なのだ口調。わがままでとても鬱陶しい。
朝倉家を頼っていたが、光秀の仲介で織田家を頼ることになる。室町幕府第15代将軍に就任したが、信長を差し置いて勝手に政治を執ろうとする。現在では信長を敵視し、遂には顕如と共に信長包囲網を画策する。しかし頼みの綱であった武田信玄の死を契機に信長が包囲網の打開に動き出すと、自身が指揮官となって槇島城に籠城する。
千鳥は療養中のため不在だったが、信長と義昭では指揮官として絶望的なまでの差があったため、槇島城を千鳥抜きの織田軍になす術なく落とされ降伏する。戦後、京を追放されたことで実質的に幕府は滅ぶが、それから半月ほどすると再び信長打倒の書状を西国の大名たちに送り始めている。『軍師　黒田官兵衛伝』にて義昭のその後も出てくる。

### 朝倉家
朝倉義景（あさくら よしかげ）
声 - 岸尾だいすけ
統率5 知略7 政治7 武術2 臆病10
越前国大名朝倉家当主。ネズミ顔。優柔不断な臆病者だが、内政に限っては高祖父・英林に匹敵する優れた手腕を持っており、家臣からも理解され敬われている。また、久政宛に使者を送るなど謀略にも長ける。一時期義昭を匿い、光秀が仕えていた。戦を好まず、恐怖心から戦場に出向かないが、顕如の依頼から負の連鎖に加わり、戦場で徐々に成長、吉家曰く一人で夜中に厠へ行けるようになったらしい。結果的に志賀の陣の講和の席で信長を土下座させる。
天正元年に信長が近江に侵攻すると長政の救援に向かうが、信長の奇襲により大嶽砦を奪われたことで撤退を決意。だがこれを察知していた信長勢の追撃で家臣のほとんどを失う。最後は筆頭家老である景鏡の裏切りもあり賢松寺で自刃。史実は不明だが作中での最期の言葉は「一度でいいから織田信長と正々堂々正面から戦いたかった」であった。
山崎吉家（やまざき よしいえ）
声 - 天田益男
統率8 知略7 政治7 武術7 引用10
朝倉家家老。戦術を重んじる知将で、常に朝倉宗滴の名言集を纏めた『朝倉宗滴話記』を携え、様々な場面や状況で収録されている言葉を活用している。額に古傷がある。こんもりとした白髪のアフロヘアーが特徴で、矢を防いだり数々の小物を収納したりできる。宗滴が生きていたころは黒髪のアフロだった。今までに10回「爆発頭」と呼ばれたらしいが、直隆からは「山崎のとっつぁん」「受け売り大将」と呼ばれている。
刀根坂の戦いにて殿軍を務め、追撃してきた織田軍との激闘の末、頭部に銃撃を受け討死。しかし最期に自分の首を取りに来た足軽を殺しており、本人は宗滴の教えを最期まで貫けたことに満足していた。所持していた『朝倉宗滴話記』は落ちていた所を助蔵に拾われ、助蔵はこれを誰かに託して後世に伝えてもらおうとし、後世に広められることとなった。
真柄直隆（まがら なおたか）
声 - 木村昴
統率6 知略2 政治2 武術10 大太刀10
朝倉家の誇る巨漢の猛将。身の丈ほどもある巨大な豪刀「太郎太刀」を振り回し、敵味方を問わず暴れ回る一方で接近戦にも長ける。しかし「大太刀大旋風」なる技を発動して目を回したり、見栄を切るために「太郎太刀」の刀身を舐めて舌を切ったりするなどドジな面もある。鉄砲のことはよく理解しておらず、妖術と思っている。またその勇猛さからしばしば敵陣深く突撃するために山﨑からは慎むよう再三諭されているようだが、畳の上で死ぬよりも大きな戦で華々しく散りたいと望んでいるために改める気は全くないらしい。金ヶ崎の戦いで織田軍を追撃、千鳥に折れた忍び刀を脚に刺されながらも殴り潰し、斬り裂こうとしたところを光秀の狙撃で左肩に重傷を負う。そしてその傷の癒えぬまま姉川の戦いに浅井家援軍として参戦し本多忠勝と一騎討ちを繰り広げるが、その最中に前述の千鳥から受けた脚の刀傷が破れて進退窮まり、徳川軍の中に一人取り残されてしまう。しかし満身創痍となりながらなおも数多の敵を薙ぎ倒し、遂に力尽きて立ったまま絶命。
眼前でその最期を見届けた本多は彼に対し「最強の武将」の賛辞をもって応えた。
斎藤龍興（さいとう たつおき）
声 - うえだゆうじ
統率3→6 知略3→8 政治4→7 武術4→8 怠惰→成長10
元美濃国大名斎藤家当主で斎藤道三の孫。帰蝶の甥にあたる。肥満体で顔にニキビがあり、内治や戦は家臣に全て任せきりで自らは毎日のように女を囲み酒宴を行なうニート大名だった。
竹中半兵衛によって諫言代わりにいったん稲葉山城を追われるも生活を改めることはなく、その後美濃三人衆の織田方への内応により再び稲葉山城落城の憂き目に遭い、信長に一蹴され国を追われた。
その後、信長を倒し自身の黒歴史を書き変えるため己を磨き、剣術・教養共に腕を上げ、スマートになった結果美形になった。なお、再登場以降は容姿も性格も文字通りの別人となっていたため、かつて戦った信長、千鳥、助蔵はもちろん、元配下の半兵衛ですら再会した龍興を見て誰か分からず驚くのがお約束となっていた。三好三人衆と組み本國寺の仮御所を襲うも、細川藤孝の加勢により撤退。後に野田・福島の戦いを引き起こし、勝利する。7巻で三好三人衆に見切りをつけ、朝倉家に客将として仕える。刀根坂の戦いでは殿を引き受け織田軍に突撃、信長にあと一歩まで迫るも力及ばず斃れる。最期にかつて戦国大名としての己を否定した千鳥から「あなたは立派な戦国大名だった」と声を掛けられたことで、自分が戦ってきた理由が「戦国大名として誰かに認めてもらいたかった」であることに気付き、満足しつつ絶命した。
朝倉景鏡（あさくら かげあきら）
統率7 知略7 政治6 武術5 非情10
朝倉家筆頭家老。義景の従兄弟でもあり、彼が幼少のころから頼りにしていた人物であったが、刀根坂の戦いで義景が敗北すると織田家への寝返りを決意する。さらに高い地位を得るため、一乗谷へ敗走した義景を自身の領地である越前大野へおびき寄せて襲撃し、その首級を取ろうとした。その卑劣な行ないに激怒した千鳥に殴られると少々思い直し、義景の切腹を認めた上で織田家に投降する。
義景を裏切りながらも慕っていた面があり、「憎しみもあったが恩の方が大きかった」と語っている。一向宗の反乱で進退窮まると「生まれ変わったらまた家臣にして欲しい」「次は誰も裏切らなくて済むような強い朝倉家を作ろう」と思いながら自害する。
鳥居景近（とりい かげちか）・高橋景業（たかはし かげなり）
統率4 知略6 政治4 武術7 献身10
義景の側近。忠誠心は高く刀根坂の戦いで朝倉軍が壊滅した後も義景に付き従う。織田家に寝返った景鏡が賢松寺を包囲すると鳥居が使者となり切腹の意志を伝えるがそのまま景鏡に鉄砲で射殺される。その後切腹が認められると高橋が義景の介錯を務めた。
富田長繁（とだ ながしげ）
統率6 知略2 政治3 武術7 身勝手10
前波吉継（まえば よしつぐ）
統率5 知略6 政治6 武術4 とばっちり10

### 本願寺
本願寺顕如（ほんがんじ けんにょ）
声 - 置鮎龍太郎 /菅沼久義
統率9 知略8 政治10 武術5 照射10
石山本願寺を拠点とする一向宗の宗主。剃髪した頭部が光を反射して常に輝いている（こまめに剃髪しないとカリスマ性が落ちる）。
「王法為本」の教えに従い、時の権力者に従うことを旨としているが、信長が石山本願寺を退去する要求を出したことに反発。信長と争うことと王法為本との無矛盾（信長と義昭の不和）を知ると、信長に対して反旗を翻し、雑賀衆・浅井家・朝倉家・比叡山延暦寺等からなる負の連鎖を作り信長を追い込んだ。
如春尼（にょしゅんに）
声 - 佐倉綾音
顕如の妻。顕如には何かと言動について突っ込むことが多いが、夫婦仲そのものは非常に良好。
本願寺教如（ほんがんじ きょうにょ）
統率8 知略7 政治8 武術7 一本気10
顕如と如春尼の間に生まれた長男。織田家に対しては父以上の強硬派で、顕如の手口を「手ぬるい」と評しているほど。顔も性格も母親似。
朝倉家の滅亡後に義景の遺児・三位殿を妻に迎え、復讐の念に凝り固まる三位殿によって使嗾されるかたちとなる。
三位殿（さんみどの）
朝倉義景の娘で、本願寺教如の妻。かなりの美人だが、逃亡生活を続けた末に歪んでしまい、かなりの女狐でずる賢い性格となってしまっている。
下間頼廉（しもつま らいれん）
声 - 竹内良太
統率9 知略7 政治6 武術9 傷10
本願寺坊官。頭部に無数の傷（失敗したときに木や壁に打ち付ける）があり厳つい顔をしている。平時において顕如の補佐をする一方で本願寺の最高軍事責任者でもあり、常に重い数珠を首に下げて鍛えている。自ら「本願寺に仇なす者は極楽浄土ではなく地獄に送る」と宣言。
下間頼竜（しもつま らいりゅう）
声 - 森嶋秀太
統率5 知略8 政治8 武術4 交流10
本願寺坊官。本願寺の外交を担当する。多くの文化人と親交を持っており「顕如の知恵袋」と評されている。
雑賀孫市（さいか まごいち）
声 - 津田健次郎
統率9 知略8 政治7 武術9 金銭欲10
独立小勢力の集合体であり一向宗門徒の多い、鉄砲傭兵集団・雑賀衆の頭領。金の亡者で、銭さえ積めばどんな仕事でも引き受ける。また音だけで銭が幾つか分かり、夢は銭風呂に入ること。浄土真宗の門徒ではあるが、投げられた賽銭を盗ろうとするなど、罰当たりな男である。斎藤龍興・三好三人衆らに雇われて野田・福島の戦いに加わる。後には顕如に大金で雇われ、石山合戦に身を投じる。
「戦が無くなると傭兵は稼げなくなる」という理由で信長の天下統一（ひいては乱世の終結）を望んでおらず、5000貫の条件で信長からの勧誘を受けても拒否している。
岡吉正（おか よしまさ）
声 - 落合福嗣
統率6 知略7 政治3 武術8 鉄砲愛10
雑賀衆武将。顔の右側に大きな痣がある。「鉄砲だけが友」と語るほど幼少から鉄砲に慣れ親しんでおり、狙撃と得意としている。
天王寺の戦いでは得意の狙撃で信長を負傷させることに成功したものの「信長が死んだ」という誤解から怒りに燃える千鳥によって愛用の鉄砲「鉄子」を壊され、自身も殺されそうになるが、信長の無事が確認されたことによって千鳥が撤退したため、命だけは助けられた。だが、最愛の「鉄子」を失ったことにより精神的に大ダメージを受けて廃人状態となってしまった。
下間頼旦（しもつま らいたん）
統率9 知略6 政治4 武術8 芸10
本願寺から派遣された長島願証寺の指揮官。高い戦術眼と武勇を持ち、織田軍を二度撃退している。また、宴会芸にも長ける。
信長が兵糧攻めに出たことで進退窮まると、自身の首を差し出し降伏するものの、織田軍の陣に向かう途中の船上で射殺される。
願証寺顕忍（がんしょうじ けんにん）
統率7 知略5 政治5 武術4 純朴10
長島願証寺の寺主。天正二年の時点で14歳と年は若いが、長島城が兵糧攻めに遭うと自身も食を断つなどしっかりした考えの持ち主。
降伏した頼旦が騙し討ちに遭い射殺されたことに怒り、自ら槍を取って戦う。信広ら多くの織田一門を討ち取ったものの森長可に阻まれたところを千鳥の手裏剣で討ち取られる。
武田信玄の娘・菊姫の婚約者だった。

### 武田家
武田信玄（たけだ しんげん）
統率10 知略10 政治9 武術8 温泉愛10
甲斐国大名武田家当主。ドがつくほどの温泉好きであり、温泉につかりすぎて体調を崩すこともある。温泉のない場所に対しての攻撃は容赦ないがある場所には寛容。信長の「天下糖一」に対して、この世の温泉を自分のものにする「天下湯一」を掲げている。
織田家とは同盟を結んでいたが、比叡山焼き討ちで九死に一生を得た覚恕を保護する。信長包囲網の参加要請に応じて同盟を破棄し、上洛を目的とした西上作戦を開始する。三方ヶ原の戦いで家康に大勝するが、冬の寒さで持病（胃癌）を悪化させ野田城攻めでは中途離脱、勝頼らに城攻めを任せて療養するも重篤に陥り、死期を悟って最後の温泉入浴を所望する。家臣団の反対に会うも千代女の計らいで実現し、入浴した瞬間驚異的な一時回復を果たす。自身の死後、自らの死を三年隠し馬場、高坂、内藤、山県の四臣による合議制で内政を進めるよう遺言、「厳しくも温かい人生だった」と言い遺し、湯に浸かったまま安らかに永眠した。
望月千代女（もちづき ちよめ）
声 - 種﨑敦美 / 田村ゆかり
統率1 知略7 政治5 武術10 巨乳10
「歩き巫女」と呼ばれる武田の忍び集団の頭領で、数少ない武田家中の良きツッコミ役。またの名を信玄の忍び。諜報活動の一環として巫女の姿で諸国を渡り、信玄のために温泉の情報も収集する。胸の谷間にものを収納することが多い。
いついかなる時も決して変わらないポーカーフェイスがトレードマーク。武器は仕込み杖で抜き手を見せないほどの居合術の名手であるが、千鳥の子供じみた技に引っかかったり、自分の手裏剣に塗った痺れ薬を舐めて動けなくなったり、助蔵の口車を馬鹿正直に信用するなど、少々ドジっ娘で単純な性格をしている。千鳥とは対照的に信玄の命がなくとも少しでも必要とあれば相手を斬り捨てるほどの冷徹さを持つ。
ケシとトリカブトを使った毒を撒いたり、ハンミョウの粉を目潰しのために使い、また千鳥の拷問の際に口を割らない彼女に業を煮やし、全ての爪の間に竹串を貫き通すなど、目的達成のためには手段を選ばず冷酷。シイタケが苦手。
長篠の戦いでは千鳥を殺害することに執着し、鳶ヶ巣山砦で一度は千鳥を圧倒するものの、助蔵の加勢により仕込み杖は折られてしまい、その直後に復活した千鳥との死闘の末に瀕死の重傷を負い、なんとか生き延びはしたが、後遺症で身体に障害が残ってしまい、以前ほどの忍びの働きができなくなっている。甲州征伐で武田の滅びを見届けた後は八王子に避難した松姫のところに身を寄せる。
武田信廉（たけだ のぶかど）
信玄の弟。兄信玄と瓜二つということから影武者を務める。瓜二つなだけに黙っていれば何も問題はないのだが、口下手かつ演技下手なことなどから、実際影武者として機能しているのかはかなり疑わしい様子。
武田勝頼（たけだ かつより）
統率9　知略7　政治7　武術9　父越え10(真田魂)
信玄の嫡男。父と違って温泉には興味がない。父の死後は家督を継ぎ、父を越えようと奔走する。本来ならば母親の実家である諏訪家の家督を継ぐ予定だった。
山県昌景（やまがた まさかげ）
統率8 知略7 政治5 武術9 低身長10
武田四名臣の一人。戦国最強の騎馬隊「赤備え」を率いる。非常に小柄（身長130cm台）で年齢に不相応な童顔が特徴。一人称は「僕」。西上作戦では別働隊を指揮する。小柄であることを非常に気にしており、時には自虐ネタにすることも。
長篠の戦いでは徳川隊と交戦。大坂新助の銃弾を腹に受けて致命傷を負うと家臣の志村光家に首を持ち帰るよう言い「『山県昌景はこんな小男だったのか』と織田や徳川に笑われたくない」と遺言を残して散って行った。首級は家臣の志村光家の手で持ち帰られる。
高坂昌信（こうさか まさのぶ）
統率8 知略9 政治8 武術7 退却戦10
武田四名臣の一人。撤退戦が得意で逃げ弾正の異名を持つ名将。信玄の寵愛深く、衆道の関係にあった。
馬場信春（ばば のぶはる）
統率9 知略8 政治7 武術8 不死身10
武田四名臣の一人。「不死身の鬼美濃」の異名を持つ猛将。本多忠勝と同じく、戦傷を負ったことがない。顔と口調に似合わず、残忍な性格をしている。
一方で武田家に対する忠誠心は高く、勝頼の器を認めると率先して頭を下げるようにして家中の融和を図ろうとしている。長篠の戦いでは内藤と共に殿軍で「だいぶ衰えている」と称しながらも織田軍の兵が恐れる程の圧倒的な武勇で幾多の傷を負いながらも織田軍を食い止め、勝頼の撤退を見届けると共に絶命した。
内藤昌豊（ないとう まさとよ）
統率8 知略8 政治7 武術6 地味10
武田四名臣の一人。特に特徴がなく、下っ端のようで目立たない風貌をしていて、自身もそれを認めている。昌豊が指揮する部隊を攻撃されても、敵からは伏兵や奇襲攻撃だと思われており、比較的損な役割をしている。
長篠の戦いでは「最後の戦いくらい目立ちたい」という思いを胸にして臨み、勝頼が退却すると殿軍として活躍する姿を本多忠勝に認められ、満足しながら散っていった。
秋山信友（あきやま のぶとも）
武田二十四将の一人。西上作戦においては岩村城攻略を担当。岩村城を守っていたおつやの方に対して、降伏条件として妻になることを要求し、それを飲ませている。
小山田信茂（おやまだ のぶしげ）
統率7 知略6 政治6 武術7 投石10(真田魂にも併記)
武田二十四将の一人。三方ヶ原の戦いでは先陣として投石部隊を率いた。野球のヘルメットのような形状の兜を被っており、投手のようなフォームで投石する。
「投擲武器を得意としている」ということから、本編では千鳥が、『真田魂』では昌幸が密かにライバル視している。
長坂釣閑斎（ながさか ちょうかんさい）
統率4 知略7 政治8 武術6 出世欲10(真田魂にも併記)
勝頼の側近。出世欲が強く、勝頼にはおべっかを使っているため四名臣などからは嫌われている。出世欲の強さについては信長の耳にも入っていることから、長篠の戦いの前に裏工作として佐久間信盛が寝返るという偽の密書を渡されている。
長篠の戦いで重傷を負った千代女を気遣って傷隠し用の白粉を渡したりするなど、単なる勝頼の腰巾着ではない面も時折見せている。
武藤（真田）昌幸（むとう まさゆき）
詳細は『真田魂』を参照。
土屋昌次（つちや まさつぐ）
統率6 知略7 政治5 武術8 捨て身10
穴山信君（梅雪）（あなやま のぶきみ）
統率7 知略7 政治7 武術4 保身10

### 上杉家
上杉謙信（うえすぎ けんしん）
統率10 知略8 政治7 武術10 義10
越後国大名上杉家当主。行軍中でも酒を飲むほどの無類の酒好き。織田家とはかつて同盟を組んでいたものの断交するも、持ち前の律儀さにより関東管領の責務として北条家との戦を優先していた。家臣ですらその内面や考えは読めなく、かつて全てを捨てて出家し大騒動になった過去を持っている為、家臣達は再び出家するのでは無いかと警戒している。
織田家との戦の準備が整うと七尾城をあえて落とさない程度に攻めて織田軍をおびき出し、情報が得られないことに焦れた勝家が手取川を渡ったところを散々に打ち破る。その後は冬によって雪が降り越後に帰れなくなる前に、越後に戻ると天下万民にきもちよくよってもらうという「天下陶一」の目標を胸に織田家打倒と北条家打倒を目指すが、翌年の春に家臣達に出陣先を告げる前に急死する。
なお、本作では単行本15巻にて女性説について触れつつも「男性である」と明言されている。
上杉景虎（うえすぎ かげとら）
統率8 知略7 政治7 武術6 寒がり10
北条氏政の弟にして謙信の養子。温暖な関東の出身ゆえに越後の寒冷な気候には慣れず、くしゃみをすることもある。また、謙信の関東侵攻では身内が攻められることもあり、その話題が出ると複雑な表情を見せている。
上杉景勝（うえすぎ かげかつ）
統率9 知略6 政治6 武術8 無口10
謙信の姉の子にして謙信の養子。極めて口数は少ないが謙信の「義」を受け継いでおり、頑固で融通が効かないと軒猿頭領から評されている。
樋口兼続（ひぐち かねつぐ）
統率7 知略9 政治9 武術7 愛10
上杉家武将。謙信の死後は景勝に就く。景勝の裏で汚れ仕事を担う覚悟を決めており、景虎に就いた軒猿の暗殺を千鳥に依頼するなどの裏工作を進めている。
軒猿頭領（のきざるとうりょう）
統率5 知略8 政治5 武術9 性欲10
上杉の忍びである軒猿の頭領。「真の忍びは目立ってはいけない」という信念を持っており、蘭丸が謙信により春日山城へ招かれた際には酒の運び役を務めるも千鳥らが気づくことはなかった。また、かなりの好色でもあるが千鳥曰く「久秀に比べればどうということはない」。
謙信の死後は自身らの動きやすい主君として景虎を支持。兼続の依頼を受けた千鳥に襲撃されて手練の部下を失い自身も重傷を負い、逃げたところを千代女に見つかりとどめを刺されている。

### 毛利家
毛利輝元（もうり てるもと）
統率7 知略6 政治7 武術5 待機10
西国の大大名・毛利家当主。織田家とは友好を保っていたものの将軍・足利義昭が自領へ亡命したことで織田との友好を保つか手を切るかの決断を迫られることになる。しばらくは判断を保留していたが、上杉家が信長包囲網に参戦すると織田と手を切り、本願寺へ兵糧輸送のために村上水軍を派遣している。
吉川元春（きっかわ もとはる）
統率10 知略7 政治5 武術9 強気10
毛利元就の次男。織田に対しては強硬派で、「将軍はムカつくが言うことはもっともだ」として織田と手を切り戦う道を選ぶよう輝元に進言している。妻が不細工であることをしばしばネタにされている。
小早川隆景（こばやかわ たかかげ）
統率8 知略9 政治9 武術7 慎重10
元就の三男。織田に対しては慎重派であることや「毛利が天下を望んではいけない」という元就の遺言から織田との戦いを回避しようとする。しかしいずれは戦わねばならぬと覚悟を決めると、手始めに村上水軍の手配を進めている。
村上武吉（むらかみ たけよし）
統率9 知略8 政治6 武術8 海戦10
瀬戸内海の海賊・村上水軍の頭領。小早川隆景とは同年代。織田との決別を選んだ毛利家の要請を受けると本願寺への兵糧輸送を担当し、第一次木津川口の戦いで真鍋水軍を破り輸送任務を果たしている。
しかし第二次木津川口の戦いでは九鬼水軍の鉄甲船を打ち破る事ができず、撤退を余儀なくされている。
村上元吉（むらかみ もとよし）
統率7 知略6 政治5 武術8 船上戦10
武吉の子。肥満体型ではあるが運動神経はよく、自身の船へ乗り込んできた千鳥との一騎討ちでは自身が船上での斬り合いに慣れていることや棍棒、ヤガラモガラなどの武器を駆使して互角以上の戦いを見せる。しかし千鳥にとってはついでに過ぎず、すでに船員を殺されて船そのものを止められており、鉄甲船の砲撃を受けて乗船を沈められてしまう。（ただし自身は水に浮いて生存している）

### 伊賀衆
百地丹波（ももち たんば）
声 - 大川透
統率7 知略9 政治6 武術10 全忍術10
千鳥の師匠である伊賀の上忍。登場は第1話からだが、名前が出たのは第24話。本人の希望とはいえ、うつけとの評判がある信長からの忍び派遣要請に千鳥を応じさせることに不安を抱いていた。織田軍の動向を危ぶむ一方で、千鳥の（専ら肉体的な）成長を気にかけている。
実は千鳥が里を出る前に、自身が合図したら千鳥が主と仰ぐ者を殺すよう術を掛けていたのだが、帰蝶の催眠術で（千鳥本人も気づかないまま）破られている。織田信雄が伊賀を攻め取るべく軍事行動を起こすとそれを察知し、先手を打って丸山城を落とすも織田と全面的に争う気はなかったことから千鳥が降伏の使者として訪れたときも共存の道を考えていたが、信雄が再び伊賀に攻め込んだことから全面対決の姿勢を固めている。
神戸ノ小南（かんべの こなん）
統率5 知略8 政治4 武術8 忍び教育10
忍術上手十一人の一人。千鳥が伊賀にいた頃は千鳥の教育係であった。情報収集のため各地を回っていた頃は千鳥と顔を合わせることもあったが、信雄が伊賀を攻めると百地の側で参謀的役割を務めている。
大炊孫太夫（おおい まごだゆう）
統率1 知略7 政治1 武術8 声色10
忍術上手十一人の一人。声色を変え、敵を欺くのを得意とする。助蔵の声色で千鳥を欺いて手傷を負わせたり、柘植保重の声色で織田軍を撤退させるなどの活躍を見せている。
城戸弥左衛門（きど やざえもん）
統率1 知略3 政治1 武術9 火術10
忍術上手十一人の一人。爆弾などを使った火術を得意とする。しかし戦では敵味方関係なしに爆弾を投げるため、味方からも嫌われている。
楯岡道順（たておか どうじゅん）
統率1 知略6 政治1 武術9 潜入10
忍術上手十一人の一人。潜入の達人で、信雄の陣営に潜入したときは千鳥が警戒するほど。まんまと織田軍を騙して信雄の影武者の一人を討ち取っている。

### その他の人物
今川義元（いまがわ よしもと）
声 - 関智一
統率9 知略8 政治10 武術7 公家かぶれ10
駿河国の大名今川家当主。東海三国を領し「海道一の弓取り」と呼ばれ、信長もその政治面においては高く評価していた。嫡男・氏真の出来の悪さへの危惧から、領地拡大と上洛を焦っていた。また家臣もボケキャラが多く何かにつけてツッコミを入れており、統率には非常に苦労している模様。
尾張攻めにおいては決して油断していなかったが、千鳥に行軍を発見されたことと、一時滞在した桶狭間の地形で自軍の行動を封じられ、己を見放した天運を呪いつつ討死した。
その後は二回だけ幽霊としてわずかながら登場している。
今川氏真（いまがわ うじざね）
声 - 落合福嗣
統率3 知略3 政治5 武術1 蹴鞠10
義元の嫡男。大変出来が悪く、義元にとっては最大の悩みの種となっている。趣味は蹴鞠で超一流の技術を持っており、それで天下を取る夢があった。義元没後は領土を追われ、諸勢力を渡り歩き、最終的には江戸幕府の幕臣となった。塚原卜伝の弟子。
松永久秀（まつなが ひさひで）
声 - 井上和彦
統率7 知略9 政治9 武術6 好色10
大和国の大名だったが、千鳥の言葉と天下の情勢から信長に降伏し、傘下に入る。派手な服を身に付け、常に腹に一物ありそうな薄笑いを浮かべている。東大寺の焼き討ちや将軍の暗殺などを行ない梟雄として知られるが、一方で文化人としての教養や当代一の建築技術を持つ人物。ただし義理と人情と忠誠心に欠け、謀反に関してはもはや趣味の領域らしい。モットーは「裏切りは計画的に」。
策士かつ野心家で、腹の読めぬ油断ならない男。好色家で千鳥にはセクハラ三昧をしている。比叡山焼き討ちの後に信玄が上洛するという情報をいち早く手に入れており、千鳥に信玄上洛を示唆する言葉を残して織田勢から離反、信長包囲網に参加する。千鳥にとっては（セクハラ行為を別にすれば）「戦や政治のことを色々教えてくれる尊敬できる人」であり、彼が離反したことを知った時には動揺していた。
信長包囲網に加担している間もいざという時は名物茶器を贈って信長に降ることを考えており、信玄の死亡や浅井、朝倉の滅亡で窮地になると再度織田家に降伏し、家督を久通に譲り隠居。しばらくは大人しくしていたが、信長を英雄と認めると同時にそれを壊してみたいという野心を抱くと、上杉謙信の能登侵攻に呼応して再び謀反する。しかし、天下を狙う一大勢力となっていた信長と相対するだけの力は残っておらず、降伏を促す使者として訪れた千鳥からの「久秀が降伏するなら妾になってもいい」という必死の説得を受け入れることもせず、自分にはない千鳥のまっすぐさを羨ましく思っていたと言うと、助蔵への形見として愛用の春画コレクションを千鳥に託す。千鳥が去るのを見届けると火薬に火をつけ、「生まれ変わっても乱世に生きる」ことを願いながら信貴山城の天守とともに散った。
松永久通（まつなが ひさみち）
統率6 知略8 政治6 武術5 父崇拝10
松永久秀の子。叛服常ない父を尊敬、崇拝していたが、織田家への二度目の降伏後、自身に家督を譲り隠居した父がすっかり丸くなってしまうと「千鳥が父を堕落させた」と思い込み千鳥を斬ろうとする（仮に返り討ちにあっても父が謀反を起こすと踏んでの行動である）。たまたまその場を訪れた父に殴られて立ち去るが、その時父の目が死んでいないことを見抜き、近い内に再び謀反を起こすことを期待している。予想通りすぐに謀反を起こした久秀とともに織田軍と戦うが、あえなく鎮圧され、自身も深手を受ける。天守の爆発で久秀の死を悟るとともに、久通も息を引き取った。
六角承禎（ろっかく じょうてい）
声 - 坂本頼光
統率6 知略5 政治7 武術7 弓術10
南近江大名六角家当主。目が六角形。配下に甲賀忍軍がいる。時勢に疎く、あっという間に織田家に制圧され逃げ出した。それ以降はひどく落ちぶれてしまい、志賀の陣では一向宗門徒の力を借り挙兵するも秀吉に一蹴された。
杉谷善住坊（すぎたに ぜんじゅうぼう）
声 - 竹本英史
統率1 知略7 政治1 武術8 狙撃10
六角家配下の腕利きの甲賀忍者で鉄砲撃ちの名手。南近江に侵攻した織田軍を探っていたところ千鳥に見つかり負傷して敗走。後に金ヶ崎の戦いに敗れて千草越えをする信長を狙撃するも、千鳥が身を挺して庇ったため失敗した。
その後は近江国高島郡に潜伏し信長に近づくために「善々まんじゅう」を作るなど信長暗殺の機会を伺っていたが、潜伏先を突き止めた助蔵に倒されたところを磯野に捕縛され、鋸挽きの刑に処せられる。
ルイス・フロイス
声 - 前田剛
統率2 知略8 政治5 武術1 日本好き10
ポルトガルの宣教師。「でうす」の教えを広めるために信長の元を訪れてきた。ノリは外国人観光客で、やたら日本の文化について詳しい。自分のことを「ウザイ人間」と自覚しているが、足利義昭のウザさには負けた。キリスト教を信仰する人間を好印象とする傾向にある。ビスケットやカステラなど大量の西洋菓子を献上することから信長には非常に気に入られている。
北畠具教（きたばたけ とものり）
声 - 石井康嗣
統率7 知略5 政治5 武術10 好戦10
南伊勢の大名北畠家前当主。鬼神の如き剣腕を誇る「剣豪大名」で塚原卜伝第一の弟子。性格はまさに武人で、常に強者との戦いを求めている。その圧倒的な戦闘力故に将の装束では判別されやすく誰も近づかないため、戦闘時はあえて足軽の装備を着用して自身の存在を消し、常に最前線で戦う。圧倒的な軍事力を持つ織田軍に一歩も退かずジリ貧になるが、秘密裏に行なわれた千鳥との一騎討ちに惜敗し、織田家に降伏した。
その後、満たされぬ思いから義昭の誘いに乗り北畠家の復興を目論むが発覚し、信雄の刺客に乗り込まれると奮戦するも旧臣・長野左京亮に討ち取られる。最期は剣豪として戦って死ねたことを誇りに思いながら絶命した。
北畠具房（きたばたけ ともふさ）
声 - 落合福嗣
統率3 知略3 政治5 武術6 大食い10
具教の子で北畠家現当主。大食漢で、乗った馬が潰れるほどの肥満体。信長が兵糧攻めをしても構わず大食いする。加工して食する松の木を生のまま食べる。千鳥に瞬殺されるほど弱いが、食事の邪魔をされた時の怒りは凄まじく「餅が出た！」の声が上がるほど。
三好三人衆（みよしさんにんしゅう）
統率5 知略5 政治5 武術5 なれ合い10
三好長逸・三好政康・岩成友通の3人。3人とも顔のデザインが塗りつぶされた目にひょっとこ口で統一されている。紹介と敗戦を同時にやらされ、一人1コマで信長に敗れる。その後も織田軍を襲うたびに負け続けるが、野田・福島の戦いでは雑賀衆の活躍と本願寺挙兵により勝利を収めた。巻末の「戦国武将名鑑」では各キャラが一人ずつ紹介されているが、彼らだけ3人1組になっている。また一族の三好政勝、三好康長も同じ顔をしている。彼等と一緒に居続けると顔が同じになるらしく、龍興も同じ顔になる寸前だったらしい。
淀城の戦いで友通が死ぬと長逸・政康も消息不明となる。が、政康らしき人物が「三好清海」として大坂夏の陣において豊臣方で戦った逸話も紹介されている。
覚恕（かくじょ）
声 - 茶風林
統率3 知略7 政治8 武術1 権威10
元延暦寺座主。宇佐山城の戦いの後に浅井・朝倉軍を比叡山に匿う（志賀の陣）。発言が聞いた相手を強い不安に陥れることが多く、信長の「焼き討ちも辞さず」との脅迫をまるで本気にしていなかったが、翌年の外出中、本当に焼き討ちを実行されてしまい、武田信玄の下へ落ち延びた。
関兼定（せき かねさだ）
声 - 勝矢
統率1 知略5 政治1 武術4 鍛冶10
美濃の高名な刀鍛冶。森可成とは知り合い。金ヶ崎の退き口で忍び刀を真柄の大太刀に叩き折られた千鳥は、可成に勧められ新しい刀を打ってもらうため直接彼を訪れた。刀に深い愛着があり、共に風呂に入ったり寝たりしている。
戦場において、刀が武器としては重要性の低いものであることを承知の上で、名刀が贈答品・下賜品として死蔵されるよりはボロボロになるまで実用されることを望んでいる。
曲直瀬道三（まなせ どうさん）
統率3 知略8 政治4 武術1 医術10
「医聖」の異名を取る当代随一の医師。浅井井規から受けた傷が元で病になった千鳥を「『役立つ』とか『必要』だからではない。『大切』だから助けたいのだ」という信長の依頼に応じて診察し、回復に導いている。「大抵の病なら治してみせる」と豪語するが、竹中半兵衛の虚弱体質だけは治すことができなかったという。
久秀の愛読書である黄素妙論の作者でもある。
玄朔（げんさく）
統率1 知略6 政治3 武術3 研修10
曲直瀬道三の弟子である医師。道三が信長のもとへ挨拶に行っている間に千鳥の応急処置を行った。
波多野秀治（はたの ひではる）
統率7 知略7 政治6 武術6 山岳戦10
丹波国に乱立する小大名の一人。織田寄りの姿勢を見せていたもののハッキリとした態度を見せていなかったが、光秀の丹波侵攻に伴い「丹波国の平和のため」として織田に味方する。
しかし実際は織田を敵視しており、3ヶ月の臣従で光秀の信頼を得たところで赤井直正に通じて裏切り、明智軍を散々に打ち破る。
赤井直正（あかい なおまさ）
統率8 知略6 政治5 武術8 鬼10
丹波国大名の一人で黒井城主。丹波侵攻を始めた光秀のターゲットとなり黒井城を包囲されるも、波多野の寝返りに呼応して出撃し、明智軍を散々に打ち破る。
岡部又右衛門（おかべ またえもん）
統率5 知略6 政治3 武術5 大工10
尾張が誇る名大工。長篠の戦いに出ている間に帰蝶の手で魔改造されてしまった岐阜城に代わる本拠地となる安土城の建設を任される。
また、千鳥の屋敷を帰蝶がうっかり燃やしてしまった際、その再建もしている。
土橋守重（つちはし もりしげ）
統率7 知略5 政治5 武術8 抱え大筒10
孫市と並ぶ雑賀衆の実力者。孫市とは対立している。信長の紀州征伐では浜側から進軍した明智軍を雑賀城で迎え撃ち、巨大な抱え大筒で苦しめている。
小雀（こすずめ）
統率1 知略4 政治1 武術8 短筒10
孫市の弟子の一人。二挺の短筒を使い、森の中でのゲリラ戦法を得意とする。紀州征伐では千鳥に見つかり逃げたところで助蔵の罠にかかり窮地に陥るが、蛍に助けられている。
蛍（ほたる）
統率1 知略6 政治2 武術7 狭間筒10
孫市の弟子の一人。長大な狭間筒を使った遠距離からの狙撃を得意とする。千鳥と助蔵の二人によって窮地に陥った小雀を助けた後、密使として千鳥の元へ赴く。

### 番外編
千鳥仕官以前の話や、千鳥が登場しない回を描いた話に登場する人物。

#### 本編
毛利元就（もうり もとなり）
道三死後から織田家仕官までの明智光秀の放浪生活を描いた31話にのみ登場した。光秀が仕官を求めたとされる人物。後世に知られる「三本の矢の教訓」を我ながらカッコイイと思っている。
光秀の才覚を正しく見抜くが、同時に彼の“内なる狼（と、目のどアップ）”を恐れ、彼の仕官を断った。
足利義輝（あしかが よしてる）
統率7 知略5 政治6 武術10 威光10
室町幕府第13代将軍。義昭の兄。作中名前が挙がることが多いが、直接登場するのは永禄の変を描いた47話のみ。
弟と違い気概溢れる人物。日々剣の稽古に励みながらも、腕を振るえないことを嘆いていた。幕府の権威復興を目指したため松永久秀に襲撃され、「剣豪将軍」として討ち死にする。
朝倉宗滴（あさくら そうてき）
声 - 置鮎龍太郎
統率9 知略8 政治7 武術9 名言10
朝倉一門の伝説的武将（義景の曽祖父・氏景の弟）。作中では彼の遺した語録が度々山崎吉家によって引用されるが、直接登場するのは義景による回想の形をとった59話のみ。
信長や義景が生まれる前の1506年（永正3年）に10倍以上の加賀一向一揆軍を撃退したり（九頭竜川の戦い）、1525年（大永5年）に浅井長政の祖父・亮政を六角勢から救援した上で浅井家中を鍛え直すなどの活躍をした。義景からは「宗滴じいちゃん」と呼ばれて慕われていた。晩年は、まだ小勢力だった信長の器を早くも見抜いていた。1555年に陣中にて病死。

#### 尾張統一記
織田信秀（おだ のぶひで）
統率8 知略7 政治7 武術8 雷親父10
信長の父。顔に浮かぶ怒りマークが特徴。怒りっぽい性格だが、スケベな一面があり、病床にあっても多くの側室を侍らせていたため、信長や土田御前を呆れさせた。1551年に病死。
平手政秀（ひらて まさひで）
統率6 知略8 政治8 武術4 世話焼き10
信長の少年時代の教育係かつ織田家の(自称)敏腕外交官。信長と帰蝶の縁談をまとめ上げる。気弱な性格で、度々汗を掻いているが武術の技量は抜群。信長に振り回されながらも彼の成長を楽しみにしていたが、3人の息子が信友らの離間の計にかかり信友側に走りかけたことに対し、父親としての責任を果たせなかった自責の念から村井貞勝に信長の行く末を託して1553年に切腹。村井の報告から屋敷に駆け付けた信長によって瀕死の状態で発見され、信長の腕の中で息子達の恩赦を懇願するとともに感謝の言葉を残して息を引き取った。なお、出奔を考えていた息子達は平手の命たっての願いということで信長から許され、父の亡骸の前で忠誠を誓った。
沢彦宗恩（たくげん そうおん）
統率1 知略8 政治7 武術1 命名10
信長の教育係の一人。何かにつけて命名することが大好きで、信長の元服の際に「信長」の名を命名したのも彼である。信長がうつけのふりをしていることを見抜き、下克上や楽市・楽座など様々なことを教える。信長に一発芸をさせるなど、おちゃめな性格をしている。
織田信行（おだ のぶゆき）
統率5 知略6 政治7 武術6 兄打倒10
信長の同母弟。当時うつけと呼ばれた暴れ者の兄・信長とは対照的に礼儀正しい。当初はおとなしく遠慮がちな性格であったが、父・信秀の死後も行状の改まらない信長を見かねて織田家の家督相続を決意。後に織田信賢と組んでからは野心家としての性格が前面に現れ、信長に対し毒入り菓子や刺客を送るなど家督奪取のためにさまざまな手段を用いるが、信長には子供扱いされている。言動に「思春期ならではの痛い考え」が現れており、信賢に危惧されている。
稲生の戦いで敗れると一度は信長に許されるものの、相変わらず津々木蔵人と再度の謀叛を計画していたが露見し、病気に倒れた（実際は仮病）信長を見舞いに訪れたところを襲撃され、「お前は今後数多の無用な敵を作り、惨めな死を迎える」と呪いの言葉を吐きながら絶命した。
津々木蔵人（つづき くらんど）
統率3 知略8 政治6 武術5 悪知恵10
信行の家臣。稲生の戦いで敗れた後、信長寄りに意見を転じ始めた勝家に代わって重宝される。信行とともに信長暗殺のための密謀を重ねるが、露見したため信長の見舞いに訪れた信行に同行したところを森可成に討たれる。
斯波義統（しば よしむね）
統率3 知略5 政治6 武術6 ブクブク10
三管領家の一つである斯波武衛家の当主。尾張国守護であり名目上は尾張の支配者であるが、実権はない。大食らいの肥満体型で、沢彦は「ブクブク」というアダ名を付けている。
信長が勢力を伸ばし織田信友が弱体化したことで信友との関係が悪化したところを信長に付け込まれ、流言に引っかかった信友に謀殺される。
織田信友（おだ のぶとも）
統率7 知略6 政治6 武術6 チリチリ10
尾張国守護代で尾張下四郡の支配者。織田弾正忠家にとっては直属の上司でもある。縮れた頭髪をしており、沢彦の付けたアダ名は「チリチリ」。
野心家ではあったが決断力・行動力の面で信長に劣り、さらに信長の策にかかって斯波義統を弑逆してしまったことで信長に討伐の口実を与えてしまう。最後は女装して逃げようとしたところを森可成に見つかり、彼の手で討ち取られた。
坂井大膳（さかい だいぜん）
統率6 知略8 政治7 武術5 献策10
信友の家臣で同輩の坂井甚介、河尻佐馬之丞、織田三位と共に『チリチリ四天王』と称している。信友の知恵袋として数々の献策を行うも、肝心の信友がそれを生かせず、最終的に清州城に信長の軍勢が入ったところで信友を見限り出奔。その後は今川家に身を寄せるが以降の消息は不明。
織田信安（おだ のぶやす）
統率6 知略7 政治7 武術4 ゲッソリ10
尾張国守護代で尾張上四郡の支配者。痩せ型で頬がこけており、沢彦からは「ゲッソリ」とあだ名された。本人は凡庸な人物であり、自身よりも才能のある嫡男・信賢に押され気味で、ついには信賢に追放されてしまう。
織田信賢（おだ のぶかた）
統率7 知略8 政治7 武術6 暗躍10
信安の子。その特徴的な頭髪から沢彦は「イカ頭」というアダ名を付けた。頼りない父に変わって信長に対する妨害工作を行い、織田信行をも勧誘する。
ただし指揮官としては凡庸であり、浮野の戦いではアッサリと敗れて岩倉城に籠城するが、信行の死後に降伏する。
太原雪斎（たいげん せっさい）
統率8 知略9 政治9 武術8 喝10
義元の参謀で元教育係。金剛力士の如き鋭い眼光がトレードマーク。自信過剰な義元に鉄拳制裁を下すなど、とても厳しい。総大将として出陣することも多く、信秀を小豆坂の戦いで敗北させている。しかし老人性認知症と思われる行動をとっていることを語っており、義元に心配されている。安祥城攻防戦では信広を捕虜にして、竹千代との人質交換に応じさせた。その後今川、織田両家による尾張領知多郡争奪戦で信長が見せた采配振りに危機感を抱き、将来に備えるべく今川・武田・北条家による甲相駿三国同盟締結の橋渡し役を務めたがほどなく病に倒れ、信長への警戒を強めるよう義元に遺言するも彼には真意が伝わらず、その行く末を憂慮しつつ死去。
斎藤道三（さいとう どうさん）
声 - 神谷明
統率7 知略9 政治7 武術6 裏工作10
美濃国大名にして帰蝶の父。帰蝶を溺愛している。首に巻いている蛇はシマヘビの『マム郎』。鉄砲に先見の明を持っていた。
正徳寺の会見で信長の器を見抜く。信長に美濃国と娘を託し、長良川の戦いで嫡男の義龍と争い討死した。
斎藤義龍（さいとう よしたつ）
統率8 知略5 政治7 武術9 反骨10
道三の息子で武将としての資質は非常に優秀。容貌はコワモテだが、自分を美男子だと思っているナルシスト。道三とは犬猿の仲で、謀反を起こし父を討ち取る。1561年に病死。

## 備考
- 4コマのタイトルの書体は写研のゴナ。かつては、出版社こそ違うものの『ぼくの彼女はウエートレス』もそうであった。2015年4月以降はDTP化されたため、モリサワの新ゴに変更されている。
- 掲載ページ数は、原則的に1話につき6ページである。まれに重要な回の場合は7、8ページ（タイトルの絵は除く）のこともある。作者の前作『のの美捜査中!』も同様だった。
- 『のの美捜査中!』では8コマの漫画もあったが、当作品では全て4コマ（タイトルの部分のみ5コマ）で統一されている。
- セガ・インタラクティブのアーケードゲーム『戦国大戦』において千鳥、秀吉、顕如、信長、帰蝶、千代女がカード化され、参戦している。

## 派生作品
戦国雀王のぶながさん
『ヤングアニマル嵐』（白泉社）2010年No.7より2012年No.2にかけて連載されたスピンオフ4コマ漫画。戦国武将達が天下を争って麻雀勝負を繰り広げる。「千鳥と信長が出会っていない」設定のパラレルワールドで、本編に未登場の戦国武将たちも登場している。
信長の忍び外伝 尾張統一記
『ヤングアニマル嵐』2012年No.12から2017年No.6まで連載されたスピンオフ4コマ漫画。本編と同じ時間軸で、本編以前の時代を信長を主人公として、信長が元服したころから描く。
軍師 黒田官兵衛伝
白泉社のWEB漫画誌『ヤングアニマルDensi』、のち『マンガPark』にて2013年から連載中のスピンオフ4コマ漫画。2013年時点で本編には未登場の黒田官兵衛の半生を描く。千鳥は出てこないものの、作者は『信長の忍び』の延長線上にあると公言している。更新は月2 - 3話程度であったが、2015年より後述の『真田魂』と並行連載のため月1話に縮小し、2019年から2020年初めにかけて『明智光秀放浪記』の連載期間を挟んで休止している。
政宗さまと景綱くん
リイド社の漫画雑誌『コミック乱ツインズ 戦国武将列伝』にて2013年12月号から2016年8月号（休刊号）まで、のち『コミック乱ツインズ』へ移籍して2016年11月号から2020年8月号まで連載された。伊達政宗と片倉景綱の2人を主人公として、政宗の幼少期から大坂夏の陣まで（主に小田原参陣まで）を描く。
真田魂
『ヤングアニマルDensi』、のち『マンガPark』にて2015年から『軍師 黒田官兵衛伝』と並行して連載中のスピンオフ4コマ漫画。第9話にて千鳥と助蔵が出演している。真田昌幸と山手殿、村松殿・信幸・信繁（幸村）を中心に真田の家と土地を守るために戦う戦国最強の血統真田家を描く。本作開始時点で、本編では真田家は真田信綱・昌輝・昌幸が登場している。
2019年から2020年初めにかけて『明智光秀放浪記』の連載期間を挟んで休止している。
明智光秀放浪記
『マンガPark』にて『軍師 黒田官兵衛伝』『真田魂』を一時休止して連載されたスピンオフ4コマ漫画。2019年7月29日から同年12月12日まで、毎週月曜日に配信（11月11日のみ休止）という、短期間ながら『信長の忍び』本編および派生作品のうちでも最速ペースの連載であった。明智光秀が織田信長に仕える以前の若き日を描く。
殺っちゃえ!! 宇喜多さん
『コミック乱ツインズ』にて2021年4月号から連載中のスピンオフ4コマ漫画。宇喜多直家を主人公として、その幼少期からを描く。

## 書誌情報
単行本は白泉社より当初〈JETS COMICS〉、後に〈YOUNG ANIMAL COMICS〉として刊行。A5判で刊行されることが多い4コマ漫画作品としては珍しくB6判で刊行されている（先述の派生作品も同様）。カバー裏には、千鳥が使っていた忍者道具の解説が載っている。
- 重野なおき『信長の忍び』白泉社〈JETS COMICS→YOUNG ANIMAL COMICS〉、既刊22巻（2025年1月29日現在）
  1. 2009年7月5日発行（6月29日発売[12]）、ISBN 978-4-592-14494-6
    - メイン合戦は桶狭間の戦い
    - 忍者道具：棒手裏剣・巻き菱 巻末の寄贈解説は谷口克広。

  2. 2010年3月5日発行（2月26日発売[13][14]）、ISBN 978-4-592-14495-3
    - 巻頭に描き下ろし収録
    - メイン合戦は稲葉山城の戦い、観音寺城の戦い
    - 忍者道具：忍び刀・鳥の子 巻末の寄贈解説は谷口克広。

  3. 2010年9月5日発行（8月27日発売[15]）、ISBN 978-4-592-14496-0
    - 巻頭に描き下ろし収録
    - メイン合戦は本圀寺の変、大河内城の戦い
    - 忍者道具：鉤縄・苦無 巻末に「9歳女児の読書感想文」を掲載。

  4. 2011年7月5日発行（6月29日発売[16]）、ISBN 978-4-592-14497-7
    - 巻頭に描き下ろし収録
    - メイン合戦は金ヶ崎撤退戦
    - 忍者道具：しころ・忍び装束 巻末の寄贈解説は金谷俊一郎。

  5. 2012年4月5日発行（3月29日発売[17]）、ISBN 978-4-592-14498-4
    - メイン合戦は姉川の戦い、野田・福島の戦い
    - 巻末に大羽快による描き下ろし「殿と『信長の忍び』」を掲載（大羽は帯にも寄稿）。
    - 忍者道具：五色米・三大忍術秘伝書

  6. 2012年12月31日発行（12月26日発売[18]）、ISBN 978-4-592-14499-1
    - 巻中に描き下ろし収録
    - メイン合戦は野田・福島の戦い、宇佐山城の戦い、志賀の陣、佐和山城の戦い
    - 忍者道具：忍術丸・忍び筒

  7. 2013年10月31日発行（10月29日発売[19]）、ISBN 978-4-592-14532-5（限定版はISBN 978-4-592-14340-6）
    - メイン合戦は箕浦の戦い、比叡山延暦寺焼き討ち
    - 忍者道具：水蜘蛛・仕込み杖 初回限定版として戦国大戦のEXカード「織田信長」を付属した限定版も合わせて発売。

  8. 2014年9月5日発行（8月29日発売[20]）、ISBN 978-4-592-14533-2
    - 巻末に西尾維新による連載150回記念小説を掲載[3]。
    - メイン合戦は三方ヶ原の戦い
    - 忍者道具：編笠・鎖鎌

  9. 2015年8月5日発行（7月29日発売[21][22]）、ISBN 978-4-592-14534-9
    - 第9巻と『政宗さまと景綱くん』第1巻の同時刊行を記念し、ローソンで特製の帯を巻いた単行本が発売された[23]。
    - メイン合戦は槇島城の戦い、刀根坂の戦い
    - 忍者道具：鎖帷子・毒

  10. 2016年10月5日発行（9月29日発売[24]）、ISBN 978-4-592-14638-4
    - メイン合戦は小谷城の戦い
    - 忍者道具：埋火・握り鉄砲

  11. 2017年3月5日発行（2月28日発売[25]）、ISBN 978-4-592-14639-1
TVアニメDVDつき初回限定版[26]、ISBN 978-4-592-10518-3
    - メイン合戦は第三次長島侵攻
    - 忍者道具：火車手裏剣・水中松明

  12. 2017年9月5日発行（8月29日発売[27]）、ISBN 978-4-592-14640-7
TVアニメDVDつき初回限定版[28]、ISBN 978-4-592-10519-0
    - メイン合戦は長篠の戦い
    - 忍者道具：吹き矢・角手

  13. 2018年4月5日発行（3月29日発売[29]）、ISBN 978-4-592-16113-4
TVアニメDVDつき初回限定版[30]、ISBN 978-4-592-10520-6
    - メイン合戦は長篠の戦い
    - 忍者道具：猫手・浮玉

  14. 2018年9月5日発行（8月29日発売[31]）、ISBN 978-4-592-16114-1
TVアニメDVDつき初回限定版[32]、ISBN 978-4-592-10521-3
    - 巻末にアニメ版信長役の羽多野渉インタビュー収録
    - メイン合戦は天王寺の戦い
    - 忍者道具：鉄拳・狼煙筒

  15. 2019年4月5日発行（3月29日発売[33]）、ISBN 978-4-592-16115-8
TVアニメDVDつき初回限定版[34]、ISBN 978-4-592-10523-7
    - メイン合戦は紀州征伐
    - 忍者道具：坪錐・仕込み扇子

  16. 2019年10月5日発行（9月27日発売[35]）、ISBN 978-4-592-16116-5
TVアニメDVDつき初回限定版[36]、ISBN 978-4-592-10525-1
    - メイン合戦は手取川の戦い、信貴山城の戦い
    - 忍者道具：下げ緒・かんざし

  17. 2020年10月5日発行（9月29日発売[37][38]）、ISBN 978-4-592-16116-5
    - メイン合戦は第二次木津川口の戦い
    - 忍者道具：百雷銃・胴の火

  18. 2021年8月5日発行（7月29日発売[39]）、ISBN 978-4-592-16118-9
    - メイン合戦は有岡城の戦い
    - 忍者道具：打竹・三尺手ぬぐい

  19. 2022年8月5日発行（7月29日発売[40]）、ISBN 978-4-592-16119-6
    - メイン合戦は第一次天正伊賀の乱
    - 忍者道具：割符・耆著屈

  20. 2023年6月5日発行（5月29日発売[41]）、ISBN 978-4-592-16120-2
  21. 2024年2月29日発売[42]、ISBN 978-4-592-16178-3
  22. 2025年1月29日発売[43]、ISBN 978-4-592-16179-0
- 重野なおき『戦国雀王のぶながさん』白泉社〈JETS COMICS〉、単巻、2012年4月5日発行（3月29日発売[44]）、ISBN 978-4-592-14550-9
  - カバー下には『信長の忍び』の忍者道具解説風に麻雀道具の作中世界での用いられ方がギャグを交えて「解説」されている。
- 重野なおき『信長の忍び外伝 尾張統一記』白泉社〈JETS COMICS〉、全3巻
  - カバー裏には信長の政策について解説が載っている。

  1. 2014年9月5日発行（8月29日発売[45]）、ISBN 978-4-592-14011-5
    - 信長の政策：武器開発・常備兵

  2. 2016年3月5日発行（2月29日発売[46]）、ISBN 978-4-592-14012-2
    - 信長の政策：本拠移転・人材登用

  3. 2017年8月5日発行（7月28日発売[47]）、ISBN 978-4-592-14013-9
    - 信長の政策：関所撤廃、楽市楽座・街道整備

## テレビアニメ
2016年10月より2017年3月までTOKYO MX、テレビ愛知にて、放送された。これに先立ち、同年3月より公式サイトにて第0話が配信されている。各話5分枠の短いアニメだが、全編に渡って物語がつながっているため、「ショートストーリー型の長編アニメ」である。なお、CMの際のキャッチコピーにも「つなげると壮大な戦国絵巻」と付けられている。
2017年2月27日発売の単行本第11巻TVアニメDVD付初回限定版には、第1期の前半（第0話＋TVシリーズ13話）を収録したDVDが付録された。後に発売された第12巻以降も、TVアニメDVD付初回限定版（12巻は14話から26話、13巻は27話から39話、14巻は40話から52話、15巻は53話から65話）として販売。
2017年4月より9月まで、第2期『信長の忍び〜伊勢・金ヶ崎篇〜』が放送、2018年4月より9月まで、第3期『信長の忍び〜姉川・石山篇〜』が放送された。

### スタッフ
- 原作 - 重野なおき（白泉社『ヤングアニマル』連載中）
- 監督・絵コンテ - 大地丙太郎
- キャラクターデザイン・総作画監督 - 山中純子
- 色彩設定 - 加藤里恵
- 美術監督 - 湖山真奈美
- 撮影監督 - 佐々木明美
- 編集 - 藤田育代
- 音響監督 - たなかかずや
- 音楽 - 増田俊郎
- 音楽制作 - トムス・ミュージック
- アニメーションプロデューサー - 寺島清晃
- プロデューサー - 石山桂一、山田茂樹、西村哲宣
- アニメーション制作 - トムス・エンタテインメント/V1Studio
- 製作 - 「信長の忍び」製作委員会

### 主題歌
「徒桜」（第1話 - 第13話）
作詞・唄 - 蓮花 / 作曲・編曲 - KAZUYA
「MONTAGE」（第14話 - 第26話）
作詞・作曲・唄 - VALSHE
「白雪」（第27話 - 第39話）
作詞・唄 - 蓮花 / 作曲・編曲 - KAZUYA
「花の影」（第40話 - 第52話）
作詞 - 近藤ひさし / 作曲・編曲 - 楠野功太郎 / 唄 - Lily's Blow
「金魚涙。」（第53話 - 第65話）
作詞・唄 - 蓮花 / 作曲・編曲 - 永見和也
「追想の理」（第66話 - 第78話）
作詞・唄 - VALSHE / 作曲・編曲 - 本田正樹

### 各話リスト
| 話数       | サブタイトル                     | 演出                | 作画監督                               |
| 第1期      | 第1期                            | 第1期               | 第1期                                  |
| ---------- | -------------------------------- | ------------------- | -------------------------------------- |
| 第0話      | 信長と見習い忍び                 | 赤城博昭 大地丙太郎 | 山中純子                               |
| 第一話     | 信長様に会いに行こう             | 山口ひかる          | 吉見京子                               |
| 第二話     | 織田家とゆかいな仲間たち         | 山口ひかる          | 川口隆                                 |
| 第三話     | 突撃!!となりの今川さん           | 神原敏昭            | 森亜弥子                               |
| 第四話     | サルとツンデレ娘                 | 神原敏昭            | 森亜弥子                               |
| 第五話     | 今川軍がやってきた               | 神原敏昭            | 森亜弥子                               |
| 第六話     | 千鳥、鳥の如く                   | 神原敏昭            | 森亜弥子                               |
| 第七話     | 桶狭間の中心で、義元が叫ぶ       | 菅井嘉浩            | 平良哲朗                               |
| 第八話     | 歴史に人あり                     | 菅井嘉浩            | 平良哲朗                               |
| 第九話     | 清洲同盟と元康の忍び             | 菅井嘉浩            | 平良哲朗                               |
| 第十話     | 美濃を制す者は天下を制す         | 菅井嘉浩            | 平良哲朗                               |
| 第十一話   | 上司にめぐまれなかったら         | 古谷田順久          | 大島美和 秦野好紹                      |
| 第十二話   | 天才は病弱さん                   | 古谷田順久          | 吉見京子                               |
| 第十三話   | 風雲!!稲葉山城!!                 | 備前克彦            | 森亜弥子                               |
| 第十四話   | 出世は大変でござーる             | 備前克彦            | 森亜弥子                               |
| 第十五話   | みんなで築こう墨俣城             | 備前克彦            | 森亜弥子                               |
| 第十六話   | 一夜で築いた事にしといて!!       | 備前克彦            | 森亜弥子                               |
| 第十七話   | 引きこもり終了のお知らせ         | 安部祐二郎          | 本橋秀之                               |
| 第十八話   | 京がオレを呼んでるぜ             | 安部祐二郎          | 阿部航                                 |
| 第十九話   | 半兵衛ゲットだぜ!!               | 古谷田順久          | 吉見京子                               |
| 第二十話   | 妹よ                             | 古谷田順久          | 秦野好紹                               |
| 第二十一話 | いつか将軍になりた〜い!!         | 菅井嘉浩            | 平良哲朗                               |
| 第二十二話 | ツッコミ師参入                   | 菅井嘉浩            | 平良哲朗                               |
| 第二十三話 | 信長!!うしろ!!うしろ!!           | 備前克彦            | 森亜弥子                               |
| 第二十四話 | 影の伝説                         | 備前克彦            | 森亜弥子                               |
| 第二十五話 | 城とったどー!!                   | 古谷田順久          | 秦野好紹                               |
| 第二十六話 | おいでやす京へ                   | 古谷田順久          | 秦野好紹                               |
| 第2期      |                                  |                     |                                        |
| 第二十七話 | デンジャラスじじい登場           | 備前克彦            | 森亜弥子                               |
| 第二十八話 | 松永台風上陸                     | 備前克彦            | 森亜弥子                               |
| 第二十九話 | 政権交代なのだー!!               | 小野隆宏            | 平良哲朗                               |
| 第三十話   | 鬼の居ぬ間の六条合戦             | 小野隆宏            | 伊藤麻由加                             |
| 第三十一話 | 反撃は歌とともに                 | 安部祐二郎          | 佐々木恵子                             |
| 第三十二話 | 西の国から1569                   | 安部祐二郎          | 秦野好紹                               |
| 第三十三話 | とある忍び嫌いと超剣豪           | 備前克彦            | 森亜弥子                               |
| 第三十四話 | 鬼と化け物                       | 備前克彦            | 森亜弥子                               |
| 第三十五話 | 水面下の死闘                     | 向井雅浩            | 秦野好紹 橋本正則                      |
| 第三十六話 | また闘る日まで                   | 向井雅浩            | 松本澄子                               |
| 第三十七話 | 百年の歴史                       | 菅井嘉浩            | 平良哲朗                               |
| 第三十八話 | 何かが始まる予感                 | 菅井嘉浩            | 平良哲朗                               |
| 第三十九話 | 危うい快進撃                     | 備前克彦            | 森亜弥子                               |
| 第四十話   | 激震!!浅井家                     | 備前克彦            | 森亜弥子                               |
| 第四十一話 | いざ!!退陣!!                     | 向井雅浩            | 松本澄子                               |
| 第四十二話 | 熱闘金ケ崎!!                     | 向井雅浩            | 秦野好紹 佐々木恵子 橋本正則           |
| 第四十三話 | 真柄無双                         | 菅井嘉浩            | 平良哲朗                               |
| 第四十四話 | 朽木の谷のモトツナ               | 菅井嘉浩            | 平良哲朗                               |
| 第四十五話 | 家に帰るまでが殿（しんがり）です | 備前克彦            | 森亜弥子                               |
| 第四十六話 | さよなら金ケ崎                   | 備前克彦            | 森亜弥子                               |
| 第四十七話 | 生還なう。                       | 向井雅浩            | 秦野好紹 吉見京子 橋本正則             |
| 第四十八話 | 殿といつまでも                   | 向井雅浩            | 松本澄子                               |
| 第四十九話 | とある忍びの火縄銃               | 備前克彦            | 森亜弥子                               |
| 第五十話   | 翼をください                     | 備前克彦            | 森亜弥子                               |
| 第五十一話 | お市争奪戦                       | 向井雅浩            | 松本澄子                               |
| 第五十二話 | そして姉川へ                     | 向井雅浩            | 秦野好紹 吉見京子 橋本正則             |
| 第3期      |                                  |                     |                                        |
| 第五十三話 | 沈黙の小谷城                     | 向井雅浩            | 松本澄子                               |
| 第五十四話 | 磯野、発進!                      | 向井雅浩            | 橋本正則 秦野好紹                      |
| 第五十五話 | 千鳥乱舞                         | 備前克彦            | 森亜弥子                               |
| 第五十六話 | キケンな二人                     | 備前克彦            | 森亜弥子                               |
| 第五十七話 | 武士の本分                       | 和田卓也            | 和田卓也 奥村よしあき                  |
| 第五十八話 | 特攻野郎遠藤さん                 | 和田卓也            | 和田卓也 奥村よしあき                  |
| 第五十九話 | 拙者の屍を越えてゆけ             | 向井雅浩            | 秦野好紹                               |
| 第六十話   | それぞれの姉川                   | 向井雅浩            | 松本澄子                               |
| 第六十一話 | 本当の覚悟                       | 備前克彦            | 森亜弥子                               |
| 第六十二話 | ちょっと森家まで                 | 備前克彦            | 森亜弥子                               |
| 第六十三話 | さわらぬ仏にたたり無し           | 五月女有作          | 奥村よしあき                           |
| 第六十四話 | 光の射す方へ                     | 五月女有作          | 奥村よしあき                           |
| 第六十五話 | 龍興は忘れた頃にやってくる       | 大矢雄嗣            | 松本澄子                               |
| 第六十六話 | きっかけは野田・福島             | 大矢雄嗣            | 秦野好紹                               |
| 第六十七話 | 矢より鉄砲持って来い             | 備前克彦            | 森亜弥子 林弘子 平岡正幸 小川一郎      |
| 第六十八話 | 信者の行進                       | 備前克彦            | 森亜弥子 平岡正幸 小川一郎             |
| 第六十九話 | 逆襲の将                         | 菅井嘉浩            | 平良哲朗                               |
| 第七十話   | 絶対死守領域                     | 菅井嘉浩            | 高橋恒星 平良哲朗                      |
| 第七十一話 | 覚悟完了                         | 大矢雄嗣            | 松本澄子                               |
| 第七十二話 | 受け継ぐ者たち                   | 大矢雄嗣            | 猫野桃介 秦野好紹                      |
| 第七十三話 | 天魔の御加護                     | 備前克彦            | 森亜弥子                               |
| 第七十四話 | 聖域無き戦国乱世                 | 備前克彦            | 平岡正幸                               |
| 第七十五話 | 悪夢の志賀の陣                   | 菅井嘉浩            | 伊藤麻由加                             |
| 第七十六話 | 比叡山の屈辱                     | 菅井嘉浩            | 平良哲朗                               |
| 第七十七話 | 連鎖の終わり                     | 大矢雄嗣            | 猫野桃介 秦野好紹 橋本正則 （BIGBANG） |
| 第七十八話 | 鉢巻きと再出発                   | 大矢雄嗣            | 松本澄子                               |

### 放送局・配信
※1期と2期は間を空けずに放送したため、放送曜日・時間が変更されるMX以外は放送期間を通しで記載。
| 放送期間                                             | 放送時間                                        | 放送局       | 対象地域 | 備考                                    |
| ---------------------------------------------------- | ----------------------------------------------- | ------------ | -------- | --------------------------------------- |
| 2016年10月4日 - 2017年3月28日 2017年4月8日 - 9月30日 | 火曜 21:55 - 22:00 土曜 1:35 - 1:40（金曜深夜） | TOKYO MX     | 東京都   |                                         |
| 2016年10月9日 - 2017年10月1日                        | 日曜 3:20 - 3:25（土曜深夜）                    | テレビ愛知   | 愛知県   | 第1回放送は第0話＋第1話で構成           |
| 2017年4月6日 - 2018年4月5日                          | 木曜 1:00 - 1:05（水曜深夜）                    | KBS京都      | 京都府   | 第1回放送は第0話                        |
| 2017年9月7日 - 11月2日                               | 木曜 19:00 - 19:18                              | アニマックス | 日本全域 | CS放送 / 3話連続放送 / リピート放送あり |

| 配信期間        | 配信時間         | 配信サイト                                   |
| --------------- | ---------------- | -------------------------------------------- |
| 2016年10月4日 - | 火曜 21:55 更新  | U-NEXT / アニメ放題                          |
| 2016年10月9日 - | 日曜 昼ごろ 更新 | GYAO! / ニコニコチャンネル / ひかりTV        |
| -               | 毎週日曜 更新    | 楽天SHOWTIME / ビデオマーケット / TSUTAYA TV |
|                 | 月1まとめ配信    | ニコニコ生放送 / dアニメストア               |
|                 | 複数話まとめ配信 | J:COM                                        |

| 放送期間                | 放送時間                     | 放送局   | 対象地域 | 備考                                   |
| ----------------------- | ---------------------------- | -------- | -------- | -------------------------------------- |
| 2018年4月7日 - 9月29日  | 土曜 1:35 - 1:40（金曜深夜） | TOKYO MX | 東京都   |                                        |
|                         |                              | KBS京都  | 京都府   |                                        |
| 2018年4月10日 - 10月2日 | 火曜 23:55 - 翌0:00          | BSフジ   | 日本全域 | 製作参加 / BS放送 / 『アニメギルド』枠 |

### Webラジオ
『「信長の忍び」〜私、リスナー様の忍びになります!!〜』のタイトルで、2016年12月23日に音泉より単発スペシャル回として期間限定配信された。パーソナリティは千鳥役の水瀬いのり。アニメ第2期に合わせ、『「信長の忍び〜伊勢・金ヶ崎篇〜」〜私、リスナー様の忍びになります!!〜』のタイトルで、2017年4月1日に音泉より単発スペシャル回として期間限定配信された。パーソナリティは水瀬いのり、ゲストは蓮花。
レギュラー化され、『水瀬いのりの「信長の忍び」ラジオ〜私、リスナー様の忍びになります!!〜』のタイトルで、2017年4月28日（プレ配信）より音泉にて配信されている。同年5月12日から10月27日まで隔週金曜日に更新された。パーソナリティは水瀬いのり。

### 関連商品

#### BD
BD-BOXは通常のパッケージソフトとして一般流通する。販売はBeing。
| 巻                                                            | 発売日         | 収録話                    | 規格品番       |
| ------------------------------------------------------------- | -------------- | ------------------------- | -------------- |
| TVアニメ『信長の忍び』Blu-ray BOX〈第1期〉                    | 2017年12月22日 | 全26話（第1話 - 第26話）  | ONXD-4501,4502 |
| TVアニメ『信長の忍び〜伊勢・金ヶ崎篇〜』Blu-ray BOX 〈第2期〉 | 2018年11月23日 | 全26話（第27話 - 第52話） | ONXD-4503,4504 |
| TVアニメ『信長の忍び〜姉川・石山篇〜』Blu-ray BOX 〈第3期〉   | 2020年3月6日   | 全26話（第53話 - 第78話） | ONXD-4505,4506 |

| 発売日         | タイトル                                             | 規格品番  |
| -------------- | ---------------------------------------------------- | --------- |
| 2017年10月11日 | TVアニメ『信長の忍び』キャラクターソング〜歌宴の術〜 | JBCZ-4036 |